# Europa Centrală

Europa Centrală și celelalte regiuni ale Europei, definite după diverse criterii

Europa Centrală este regiunea care se întinde în inima continentului european. Numele se referă la un spațiu ale cărui contururi vagi și variabile nu coincid întotdeauna cu granițele țărilor în cauză. Conform definițiilor, care diferă de la autor la autor, și de la perioadă la perioadă, între cinci și douăzeci și unu de state pot fi considerate a fi central-europene. Dincolo de considerațiile strict geografice, Europa Centrală reprezintă un grup care împărtășește o traiectorie istorică comună, care a modelat o moștenire culturală și politică singulară.
Ca orice concept teritorial, Europa Centrală se caracterizează atât prin particularitățile sale intrinseci, cât și prin opoziție cu alte teritorii. Este regiunea cea mai estică a „Occidentului creștin”, marcată durabil în secolul al XVI-lea de Reforma Protestantă și consecințele acesteia. Deși aflată sub influența popoarelor de limbă germană, ea se caracterizează și printr-o mare diversitate lingvistică și culturală. Aceasta se explică prin dinamica populației care a dus la așezarea popoarelor slave, fino-ugrice⁠(d), romanice, baltice⁠(d), germanice, evreiești și rome. Mai mult, acest spațiu a fost mult timp dominat de state supranaționale: Sfântul Imperiu Roman, Imperiul Austriac, Uniunea Polono-Lituaniană și, într-o măsură mai mică, Imperiul Rus și cel Otoman. Majoritatea acestor popoare și-au obținut independența națională abia în secolele al XIX-lea și al XX-lea, în special datorită numeroaselor recompuneri geopolitice care au avut loc în urma „Marelui Război”. Perioada de influență sovietică a adus apoi un decalaj între popoarele din Europa Centrală și cele din Europa de Vest, pe care sfârșitul Războiului Rece și apoi integrarea europeană l-au redus treptat. Astăzi, chiar dacă noile state și-au pierdut o mare parte din cosmopolitismul lor, problema minorităților etnice sau naționale este încă deosebit de semnificativă, atât pe scena politică internă, cât și în relațiile de vecinătate.

## Repere conceptuale
Mai mult decât o entitate fizică, Europa Centrală este un concept geografic și cultural, o istorie comună care contrastează cu cea a regiunilor învecinate. Ea este chiar „o cultură sau un destin”, după cum se exprima Milan Kundera, „un fenomen spiritual, cultural și mental” conform lui Václav Havel. Problema denumirii și definirii acestei Europe Centrale este o sursă de controverse. Adesea, definiția depinde de naționalitatea și perspectiva istorică a autorului său. Astfel, dintre 16 autori studiați de Peter Jordan, doar Austria și Cehia sunt sistematic asimilate Europei Centrale.
Noțiunea a apărut în 1903 din condeiul lui Joseph Pratsch, un geograf care, la invitația lui Halford Mackinder (fondatorul școlii de geografie de la Oxford și „părintele geopoliticii”), a scris o lucrare dedicată regiunii și intitulată Central Europe. Conform viziunii sale (a fost profesor la Universitatea din Breslau), acest spațiu se extindea din Belgia până în Prusia Orientală și din Schleswig-Holstein până în Bulgaria și Serbia, cuprinzând inclusiv Elveția.
Noțiunea de Europa Centrală se referă la cea de Mitteleuropa (literalmente din germană, Europa de Mijloc). Aceasta se referă la această parte centrală a Europei unde, pe de o parte, domină imperiile centrale German și Austro-Ungar, iar pe de altă parte trăiesc mari comunități de limbă germană. Această Europă situată între Germania și Rusia și sub influență germanică nu este neapărat populată de o majoritate germanofonă. Cu toate acestea, printre mozaicul popoarelor care o compun, germanofonii ocupă un loc important și unificator — ca minoritate sistematică asociată unor state puternice, fie că sunt diferitele regate sau principate ale Sfântului Imperiu Roman, Regatul Prusiei sau Imperiul Habsburgic al Austriei. Prin pangermanismul care o caracterizează, Mitteleuropa ca atare a devenit o noțiune a trecutului: „Drumul special german” (deutscher Sonderweg), care urmărea instaurarea hegemoniei germane asupra Europei, s-a prăbușit definitiv în 1945.
Însuși conceptul de Europa Centrală și-a pierdut actualitatea odată cu dispariția Puterilor Centrale în 1918 și apoi în timpul Războiului Rece. În plus, o parte din eterogenitatea care o caracteriza a dispărut și particularismele, atât culturale, cât și lingvistice, au fost întărite în cadrul statelor naționale, în special când, după al Doilea Război Mondial, mulți vorbitori de germană au fost expulzați. Astfel, în timp ce germanii reprezentau înainte de război 29,5 % din populația țărilor cehe, ei mai reprezintă acum sub 0,1 % din populația Cehiei din 2021. Integrarea europeană a acestor țări aflate anterior sub influență sovietică face însă posibilă reînvierea și actualizarea acestei vechi noțiuni de Europa Centrală. Germania, țară centrală, poate deci (re)deveni legătura dintre vestul și estul continentului.

## Geografie

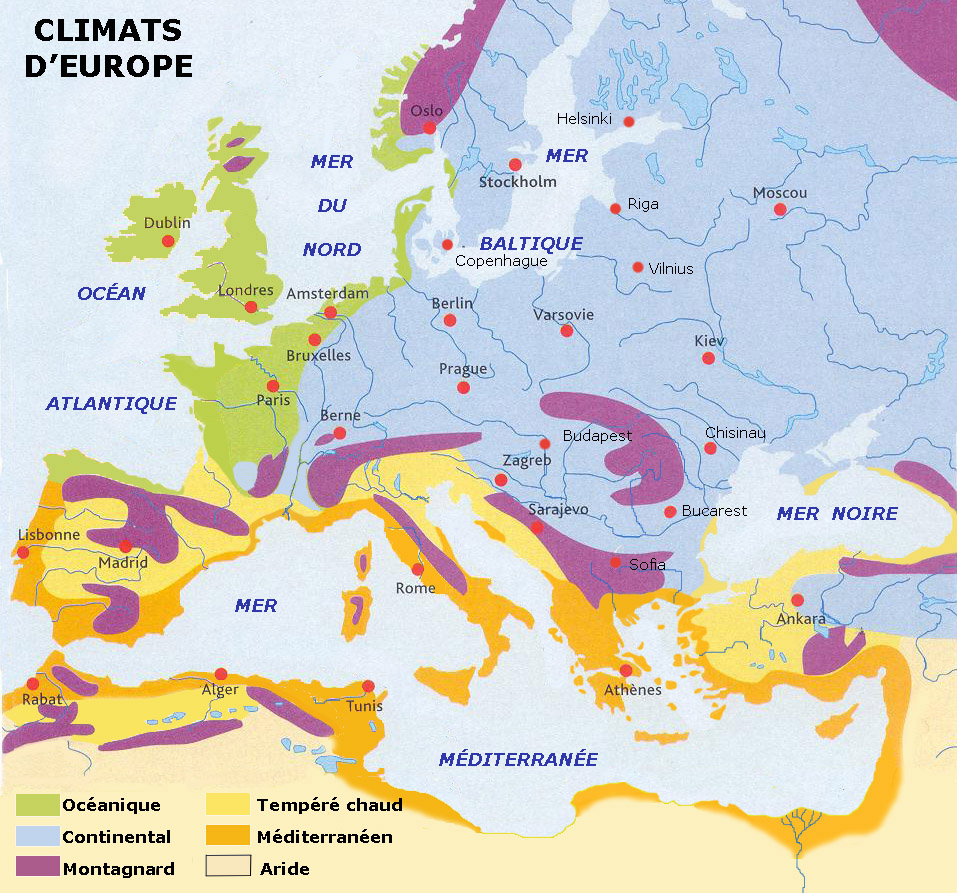
Harta climatică a Europei.

Deoarece Europa Centrală nu este o regiune cu granițe clare și recunoscute, definirea caracteristicilor sale geografice este dificilă. Indiferent de definiția aleasă, ea nu prezintă un întreg omogen din punct de vedere geografic — spre deosebire de Balcanii vecini. Se pot astfel diferenția mai multe subregiuni: la nord se întinde Marea Câmpie Europeană, de la Elba până la Golful Finlandei, mărginită de Marea Baltică; în centru, patrulaterul Boemiei; spre sud-est, Carpații încadrează Câmpia Panonică și Podișul Transilvaniei; în sfârșit, lanțul balcanic formează limita de sud a regiunii. Este și o regiune depărtată de mări, cu excepția Mării Baltice dar care, datorită poziției sale geografice și a condițiilor dificile de navigație, apare ca un fel de „lac mare, ușor sărat”.
Majoritatea Europei Centrale are un climat continental: iernile sunt reci si uscate, verile calde și umede iar variațiile de temperatură sunt relativ mari. Nord-vestul Europei Centrale are însă un climat oceanic — ierni blânde, umede, veri călduțe și variații de temperatură scăzute — iar țărmurile Mării Adriatice și nord-estul Italiei au un climat mediteranean — ierni blânde, veri secetoase, ploi rare, dar violente. În acest sens, Alpii reprezintă și o barieră naturală care împiedică extinderea climatului mediteranean spre nord.

### Relieful

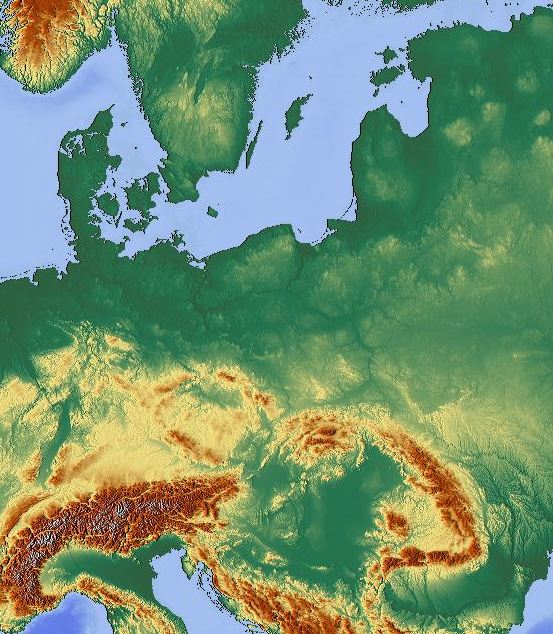
Harta fizică a Europei Centrale.

La nord, Marea Câmpie Europeană traversează partea de nord a Germaniei, a Poloniei și a țărilor baltice. Acest relief provine în principal din marile glaciațiuni cuaternare care au aplatizat aceste regiuni și au format numeroase lacuri — în principal în Pomerania și Mazuria —și a săpat văi largi sau a depus o „centură de loess” care face din această regiune ce se întinde din nordul Germaniei până în Ucraina, prin Saxonia sau Silezia, un pământ bogat și roditor.
Vestul Cehiei se întinde pe o zonă geografică aparte, denumită uneori „patrulaterul Boemiei”, corespunzător bazinului Elbei. Marele platou din granit și gnais de origine hercinică este încadrat de mai multe lanțuri muntoase. În sud-vest, Masimul Šumava, foarte umed și acoperit cu păduri, este dedicat activității agrosilvopastorale⁠(d); la nord-vest, Munții Metaliferi (Krušné Hory), înălțimi din șisturi cristaline care ascund filoane metalice, domină bazine vaste pline cu cărbune și lignit și platouri vulcanice unde ies izvoarele termale de la Karlovy Vary sau Mariánské Lázně; la nord, Munții Uriașilor (Krkonoše) ajung până 1.600 m; în sfârșit, spre est, masivul ceho-morav este de altitudine mai mică și se deschide spre Moravia. Această regiune este un coridor sedimentar care duce de la valea Odrei la valea Moravei și la intersecția căruia se află Poarta Moraviei⁠(d). Este o zonă agricolă, dar există și zăcăminte de petrol, gaze și lignit.
În sud-estul țărilor cehe, Bazinul Panonic se întinde în jurul Câmpiei Panonice, un vast bazin sedimentar rezultat din uscarea Mării Panonice în timpul pliocenului. Este mărginit de mai multe lanțuri muntoase: Carpații la est, Alpii la vest și Alpii Dinarici la sud. Zonele unde s-au așezat maghiarii corespund mai mult sau mai puțin acestui bazin panonic, ceea ce conceră acestui grup geografic o oarecare omogenitate culturală. Câmpia Panoniei — ca și câmpiile din Elveția și Bavaria — este rezultatul plierii semnificative care a înălțat masivele Alpin și Carpatic la sfârșitul cenozoicului.
Transilvania este un bazin de prăbușire terțiară, închis la est și la sud de Carpați. Pe de altă parte, se leagă ușor de Bazinul Panonic prin culoarele largi ce încadrează Munții Apuseni; acestea au fost folosite atât pentru trecerea râurilor, cât și pentru germanii și maghiarii care au colonizat regiunea timp de câteva secole. Subsolul său conține resurse minerale importante (fier, cărbune, metan etc.).
Carpații formează principalul sistem montan din Europa Centrală. Ei înconjoară Câmpia Panonică pe aproape 1.500 km, formând un arc pe direcția vest-est peste teritoriile Slovaciei, Poloniei, Ucrainei și României. La o altitudine mai mică decât Alpii, Carpații au mai multe masive care culminează la peste 2.500 m, precum Tatra (cu punctul cel mai înalt al Carpaților la Gerlachovský štít, 2.655 m), Munții Maramureșului sau Munții Bucegi. Ei au și un relief vulcanic, în special în România — Munții Călimani și Harghita sunt cel mai mare grup european de astfel de munți. Carpații nu au fost niciodată o barieră naturală și oferă o gamă largă de bogății — aur, zinc, cupru, fier, cărbune, lignit, petrol, gaze naturale sau chiar sare.
La vest, Alpii se întind în principal peste teritoriile elvețiene, austriece și slovene; în Alpi se află cel mai înalt punct din Europa Centrală. Acesta, în funcție de definiția folosită, poate fi considerat a fi Pointe Dufour din Elveția (4.638 m ) sau Großglockner din Austria (3.796 m).

### Hidrografia
Dunărea este cel mai lung fluviu din Europa Centrală. Cu o lungime de 2.850 km, el izvorăște din Germania, în Munții Pădurea Neagră, și se termină într-o deltă la Marea Neagră, în România. El este al doilea fluviu ca lungime din Europa, al doilea ca bazin hidrologic și ca debit mediu la vărsare. În regiune, el străbate Germania, Austria, Slovacia, Ungaria, Croația apoi Serbia și udă capitalele Viena, Bratislava și Budapesta.
Elba este cel mai important fluviu din Europa Centrală, curgând spre nord prin Marea Câmpie Germano-Polonă. Cu o lungime de 1.165 km, izvorăște din Munții Uriașilor din estul Cehiei. Vltava poate fi, totuși, considerată cursul superior al râului — bazinul său, lungimea și debitul său sunt mai importante —, aducând lungimea sa totală la 1.290 km; acesta din urmă izvorăște în masivul Šumava din sudul țării și trece prin Praga înainte de a se vărsa în Elba. Râul traversează apoi Munții Metaliferi înainte de a ajunge în Saxonia și la Dresda, apoi nordul Germaniei și Hamburgul, unde se varsă în Marea Nordului.
Vistula curge pe aproape 1.068 km în Polonia. Izvorând în Carpații Occidentali, ea curge prin Cracovia și Varșovia înainte de a se vărsa în Marea Baltică, formând o deltă prin Golful Gdańsk⁠(d).

## Cultura
Europa Centrală nu mai este o entitate istorică și culturală statică, ci un concept dinamic, rezultat al unei evoluții îndelungate între lumile rusă din est și germanică din vest. În acest spațiu al Europei de mijloc s-a dezvoltat începând cu secolul al X-lea popoarele slave occidentale și meridionale, fino-ugrice⁠(d), romanice și baltice⁠(d). Vorbitorii de germană constituie un grup demografic predominant acolo — în special în Austria, Boemia și, la fel ca evreii în trecut și romii. Influența polului occidental, atât germanic, cât și papal, se resimte la nivel religios, deoarece aceste popoare au dezvoltat istoric un creștinism de rit latin⁠(d). Importanța ritului bizantin este restrânsă, întrucât se limitează la românii ortodocși⁠(d) din Transilvania, la puținele localități sârbești de pe valea Dunării, precum și la greco-catolici (în principal ruteni), care se remarcă prin loialitatea față de papă.

### Diversitatea lingvistică

Harta lingvistică a Europei Centrale în 1898.

Problema lingvistică este una dintre componentele esențiale ale Europei Centrale. Limbile naționale sunt de o mare diversitate și stau mărturie pentru istoria complexă a regiunii și a imperiilor supranaționale care au dominat-o. Această multitudine este reflectată în primul rând de ramurile lingvistice întâlnite acolo:
- limbile germanice sunt în principal întruchipate de germană — minoritară în Croația, Ungaria, Polonia, Cehia și Slovacia — și idișul derivat din germana de sus⁠(d) și ebraică, dar aproape dispărut la sfârșitul secolului al XX-lea;
- limbile balto-slave, și anume cele două limbi baltice — letonă și lituaniană  precum și toate limbile slave de vest, anumite limbi slave de sud și limbile marginale slave de est — în principal belarusa, ucraineana sau ruteana⁠(d);
- limbi romani;
- limbile romanice au un singur reprezentant majoritar în regiune, româna;
- limbile fino-ugrice sunt reprezentate de estonă și maghiară.

Importanța limbilor minoritare caracterizează și ea regiunea și multe dintre ele au încă câteva zeci de mii de vorbitori la începutul secolului al XXI-lea, precum romani, sileziana, soraba  sau chiar italiana și ladina.
Această diversitate se reflectă în cele din urmă prin prezența a două alfabete, latin și chirilic — acesta din urmă fiind totuși foarte minoritar, limitat la alfabetul rus, belarus și rutean.
Din punct de vedere istoric, perioada Renașterii a făcut să apară numeroase limbi comune și vulgare, în teritorii mai mult sau mai puțin definite, în urma gramatizării sistematice a limbilor populare. În secolele al XV-lea și al XVI-lea, multe idiomuri vest-europene au fost oficializate apoi construcția unei gramatici și a unei limbi literare le-a fixat treptat. În Europa Centrală, acest proces a venit mai târziu: la începutul secolului al XIX-lea, regiunea avea după cum se exprima Georges Weill⁠(d), „limbi nobile și limbi servitoare” pe care naționaliștii aveau să se străduiască să le înnobileze. Anumite limbi s-au definitivat în același timp ca în Europa de Vest, dar nu aveau să fie transmise politic decât mult mai târziu : este cazul pentru cehă⁠(d), poloneză, lituaniană sau maghiară. Acestea au origini străvechi (secolul al XIII-lea pentru lituaniană și secolul al XIV-lea pentru cehă și poloneză) iar gramaticile lor datează din secolele al XVI-lea și al XVII-lea, dar au devenit limbi naționale abia la sfârșitul secolului al XIX-lea (în 1863 pentru maghiari) sau chiar în secolul al XX-lea (în 1920 pentru lituaniană). Alte limbi central-europene s-au fixat și mai târziu: prioritatea mișcărilor naționale a fost apoi sistematizarea limbii lor populare (ortografia și gramatica). Astfel, primele gramatici datează din 1757 (româna), din 1792 (slovaca — deci mult mai târziu decât limba sa soră, ceha) sau la 1820 (slovena și letona). Au fost oficializate rapid, în secolul al XIX-lea (româna începând din 1829) sau la începutul secolului al XX-lea (cazul letonei, slovenei și slovacei).
Vreme de câteva secole, începând cu Evul Mediu, germana a fost o lingua franca, o limbă vehiculară care a influențat limbile locale; în acea epocă, ea era și limba educației, a stabilirii normelor juridice și a burgheziei — preponderent urbane.

### Diversitatea etnoculturală
Dacă diversitatea lingvistică trădează diversitatea etnoculturală, marea minoritate evreiască deține un loc deosebit de esențial în istoria și imaginarul regiunii. Pe de o parte, primii evrei au sosit odată cu romanii și s-au stabilit în anumite părți ale Europei Centrale cu mult înaintea germanilor, slavilor sau maghiarilor; pe de altă parte, participarea lor la istoria, economia sau cultura locală este remarcabilă. Dar, deși au fost solidari cu această cultură locală încă din Evul Mediu, ei au fost găsiți frecvent drept „emisari ai nenorocirilor” și țapi ispășitori. În secolul al XIX-lea, antisemitismul nu a slăbit — termenul a apărut, de altfel, în Germania în 1873 — în ciuda emancipării a 628.000 de evrei din Ungaria în 1867. Mișcările de renaștere națională nu au fost nici ele străine de această recrudescență antisemită, fie că au avut loc în România, Ungaria sau Polonia. De la sfârșitul secolului până la al Doilea Război Mondial, a înflorit în epocă „Yiddishland”, care marchează explozia antisemitismului și apariția iudaismului modern. În ciuda atrocităților conflictului, retorica antisemită continuă uneori sub pretextul antisionismului⁠(d) (afacerea Slánský din Cehoslovacia); uneori sub cele ale anticosmopolitismului (Gomułka a inițiat în polonia o adevărată epurare, în care au emigrat două treimi din cei 30.000 de evrei). Dovezi contemporane ale prezenței evreiești sunt vechile ghetouri, sinagogi sau cimitire vechi, toate rămase repere turistice majore în multe țări din regiune.
Carpații găzduiau o populație indigenă străveche, aproape dispărută, de oameni ai munților, care s-a împărțit în mai multe comunități, în mare măsură uitate astăzi: gorali⁠(d), lemkieni și huțuli. Asimilate rutenilor, aceste grupuri au fiecare propriul dialect și o cultură distinctă. Ei au rezistat oricărei asimilari și au fost persecutați apoi deportați (în Uniunea Sovietică sau Silezia în special) de guvernele polonez și sovietic în urma celui de al Doilea Război Mondial. Deși cercetătorii ucraineni consideră aceste populații a fi etnici slavi, Paul Robert Magocsi oferă o teză mai elaborată și mai complexă despre originile lor: huțulii ar fi de origine recentă, provenind dintr-un amestec de țărani și ciobani săraci români și ucraineni, refugiați în Carpați pentru a scăpa de războaiele din secolul al XVIII-lea. Ucrainenii fiind mai numeroși decât românii, limba lor este mai apropiată de ucraineană decât de oricare alta și ar constitui inițial un dialect compus.
Indiferent de definiția pe care o reținem pentru aceată regiune și deci de țările care o compun, rămâne remarcabilă întrețeserea între stat și etnia care îl caracterizează. Într-adevăr, țările recunoscute ca aparținând acestei zone geopolitice nu sunt omogene la nivel național și granițele lor nu se suprapun cu afilieri etnoculturale. De fapt, existența minorităților naționale este o componentă esențială a acestui ansamblu geopolitic în care coexistă cetățenia și naționalitatea. Evoluțiile istorice contemporane au reușit totuși să atenueze aceste eterogenități: de exemplu, expulzarea germanilor din Sudeți între 1945 și 1947 a întărit omogenitatea națională a Cehiei de astăzi.

## Istorie

### Origini
Triburile estilor din nordul Uralilor s-au stabilit în jurul Golfului Finlandei prin mileniul al III-lea î.e.n., finlandezii la nord și estonii și livii⁠(d) la sud. Protoslavii și balții au format o comunitate lingvistică până în preajma anului 1400 î.e.n., timp în care balții s-au stabilit la est de Marea Baltică și protoslavii între Odra și Nipru; popoarele germanice ocupau la acest moment sudul Scandinaviei și nordul Germaniei, între Odra și Weser.
Apoi slavii au migrat spre sud și au traversat „Poarta Moraviei” la începutul erei creștine. Marile invazii aveau să completeze apoi structura demografiei actuale a Europei Centrale: pe lângă așezarea popoarelor germanice, au sosit maghiarii. Popor fino-ugric din grupul uralo-altaic, maghiarii provin de pe la cotul Volgăi. Fermieri itineranți și crescători de animale, au devenit păstori nomazi organizați în clanuri sub influența hazarilor turcici; au migrat spre vest, între Nipru și Dunăre, împinși fiind de popoarele din stepa Asiei Centrale. Călăreți mercenari s-au stabilit în câmpia Panoniei în jurul anului 896 de unde au organizat frecvente raiduri împotriva Occidentului până în 955. Românii, singurul popor latin din regiune, sunt probabil urmașii coloniștilor romani și ai dacilor romanizați, care au rămas acolo după evacuarea Daciei de către împăratul Aurelian în 271.

### Din Evul Mediu până la Primul Război Mondial

Harta Europei Centrale din 1548.

În această zonă a Europei mijlocii s-au dezvoltat în secolul al X-lea aceste popoare slave occidentale și meridionale, fino-ugrice, baltice, cel român și german. În jurul anului 1000, popoarele Europei Centrale și-au format state (Ducatul Boemiei la sfârșitul scolului al IX0lea; Margrafatul Austriei în 976; Ducatul Poloniei în 960; Regatul Ungariei în 1001). În Evul Mediu, aceste regate s-au dezvoltat înainte de a fi absorbite în ansambluri mai mari, în special Imperiul Habsburgic al Austriei, Imperiul Otoman; mai târziu, Rusia Țaristă a lui Petru cel Mare și a Ecaterinei a II-a a cucerit Republica Polono-Lituaniană care se întinsese anterior până aproape de Moscova.

#### Presiunea otomană
Incursiunile otomane în Europa⁠(d) au început în secolul al XIV-lea. Otomanii au pătruns până în Ungaria dar au fost opriți de o coaliție care a reunit maghiari, polonezi și germani în jurul lui Ioan de Hunedoara, voievod al Transilvaniei; au semnat Pacea de la Seghedin în 1444. Dar Vladislav al III-lea Jagiełło, regele Poloniei și Ungariei, a rupt imediat armistițiul și a fost învins în bătălia de la Varna. În 1526, Suleiman Magnificul a câștigat bătălia de la Mohács împotriva lui Ludovic al II-lea al Ungariei și a anexat Buda: cea mai mare parte a Ungariei a intrat sub stăpânire otomană timp de aproape 150 de ani; în 1529, Viena a fost asediată, în zadar; în 1532, Stiria a fost ocupată. Imperiul nu a căutat însă să islamizeze sau să turcizeze supușii săi, ci dimpotrivă a asigurat coabitarea și diversitatea, practicând doar discriminări legale între musulmani și creștini. În 1606, Războiul cel Lung între otomani și austrieci s-a încheiat cu semnarea păcii de la Zsitvatorok⁠(d) care a stabilit statu quo în Europa Centrală și sfârșitul cuceririlor turcești în regiune. În 1683, otomanii au asediat din nou Viena⁠(d), dar europenii au format o coaliție: intervenția regelui Poloniei Ioan al III-lea Sobieski a salvat orașul în timpul bătăliei de la Kahlenberg. Acest „Mare Război Turcesc” s-a încheiat în 1699 cu semnarea tratatului de la Karlowitz: Ungaria a fost reîntregită în granițele sale sub monarhia Habsburgilor și, de atunci, prezența otomană în Europa Centrală s-a încheiat.

#### Reforma Protestantă
Deși mai multe încercări de reformare a Bisericii eșuaseră în trecut — inclusiv cea a predicatorului ceh Jan Hus în secolul al XV-lea, Reforma Protestantă a apărut în secolul al XVI-lea. Sub egida lui Martin Luther apoi a lui Jean Calvin sau Ulrich Zwingli, ea a marcat o ruptură radicală față de Biserica Romei. Scrierile lui Luther, care denunțau în special practica indulgențelor, s-au răspândit din 1517. Astfel, în 1530, aproape toți principii și orașele Sfântului Imperiu Roman au aderat la Reformă. Atunci pacea de la Augsburg din 1555 a stabilit libertatea religioasă pentru statele protestante după regula Cujus regio, ejus religio: religia principelui devine cea a supușilor săi. Până în 1576, Reforma a continuat să se răspândească și la acea vreme aproape trei sferturi dintre supușii habsburgici ai Austriei erau protestanți, inclusiv nobilimea. Dar catolicismul a recăpătat treptat teren, mai întâi în Bavaria și Baden, apoi în Austria: Arhiducele Ferdinand a recatolicizat cu forța Stiria și Carintia. Alegerea sa în fruntea Sfântului Imperiu sub titlul de Ferdinand al II-lea i-a permis să finalizeze recucerirea catolică a Europei Centrale: Boemia și Moravia reformate au fost înfrânte în 1620 în bătălia de la Muntele Alb. În același timp, Polonia și Ungaria au fost recucerite și ele de Biserica Romei.

#### Primăvara Popoarelor

Minoritățile etnice din Austro-Ungaria (1910).

În secolul al XVIII-lea, Austria era marea putere a Europei Centrale. În acest moment, sub influența luminilor⁠(d), au apărut aspirații naționaliste care aveau să se transforme în lupte politice și de eliberare în secolul al XIX-lea. În „Primăvara Popoarelor” din 1848, popoarele Europei Centrale au cerut în zadar libertăți civile și autonomia teritoriilor lor: au făcut aceasta cehii, polonezii⁠(d), croații, slovenii și românii; maghiarii, la rândul lor, au cerut independență și au proclamat republica. Tot în această perioadă, austroslavismul s-a dezvoltat în favoarea unei „case a națiunilor egale (…) adăpostită de un stat comun și puternic” care i-ar cultiva bogăția și diversitatea. Unul dintre cei mai înfocați apărători ai săi, František Palacký, una dintre figurile Renașterii Naționale a cehilor, a scris după cum urmează: „dacă Imperiul Austriac nu ar fi existat de multă vreme, ar fi trebuit inventat, în însuși interesul Europei și al umanității”. În 1848 a avut loc la Praga un congres pan-slav⁠(d) ai cărui participanți (cehi, polonezi, moravi, croați, sârbi și slovaci) au cerut convertirea „Monarhiei Dunărene” într-un stat confederat care să garanteze drepturi egale între popoare — cererea pentru un stat național ceh fiind respinsă în mod expres. Împăratul Ferdinand I al Austriei a refuzat categoric toate aceste cereri, iar răscoala cehă care a urmat acestui episod a fost și ea înăbușită.
Într-o vreme în care Europa Centrală se afla sub influență germanică, „Primăvara Popoarelor” a marcat un prim punct de cotitură. Trupele rusești au fost cele care în 1849 au pus capăt revoluției maghiare, chiar în inima Imperiului Austriac. Statele din Europa Centrală se aflau acum sub amenințarea directă din partea marelui lor vecin slav, Imperiul Rus devenind „păzitor al spațiului Dunării” în defavoarea Imperiului Austriac. După crearea în 1870 a Imperiului German, popoarele Europei Centrale, care întotdeauna „au trăit la depărtare de Rusia și în țări germanice fărâmițate”, s-au trezit prinse între aceste două mari imperii și Austria.

### Perioada contemporană
Urmările Primului Război Mondial au fost o oportunitate pentru aceste popoare de a-și construi statele suverane. Într-adevăr, imperiile regionale s-au destrămat și regiunile aflate atunci sub dominația lor au devenit independente. Prin urmare, Imperiul Austriac, potrivit lui Milan Kundera, a ratat ocazia pe care o avea de a construi o federație multinațională central-europeană. Totuși, și aceasta este una dintre caracteristicile Europei Centrale contemporane, noile granițe aveau să coincidă doar puțin cu întinderea națiunilor: un stat teoretic binațional, Cehoslovacia, s-a dovedit a fi de fapt multinațional, cu 33 % din locuitori neaparținând națiunilor nominale; Ungaria s-a găsit cu două milioane de maghiari care trăiesc în afara granițelor sale (granițe în care la început maghiarii reprezentau puțin sub jumătate din populație); Vilnius, deși era declarat a fi capitala noului stat lituanian, era majoritar polonez sau evreiesc cu foarte puțini lituanieni, și a fost chiar anexat de Polonia la scurt timp după formarea statelor polon și lituanian.

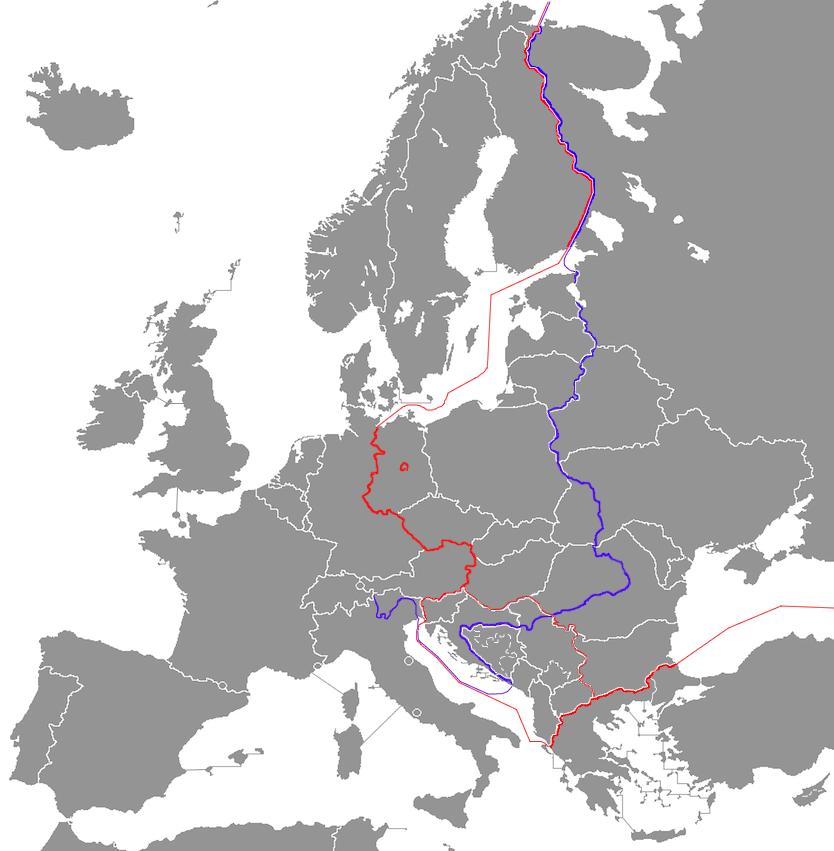
Europa Centrală sub dubla influență a lumii germane și comuniste.

Regimurile democratice care au apărut în urma „Marelui Război” au lăsat deseori locul unor regimuri autoritare: Miklós Horthy la Budapesta, Józef Pilsudski la Varșovia, Engelbert Dollfuß la Viena, Konstantin Päts⁠(d) în Estonia sau Antanas Smetona în Lituania. Cehoslovacia a devenit așadar o excepție în Europa Centrală, ceea ce nu a împiedicat-o să fie divizată, cu aprobarea marilor puteri occidentale, în urma Acordului de la München din 1938. În timpul celui de al Doilea Război Mondial, politicile rasiste ale celui de al III-lea Reich au transformat popoarele slave și baltice din Europa Centrală în „sclavi ai poporului ales din rasa ariană”.
În urma războiului, statele din Europa Centrală și-au recâștigat suveranitatea, dar cel mai adesea în interiorul unor granițe redesenate. Cele mai notabile schimbări sunt cele ale Poloniei, ale cărei granițe s-au deplasat aparent spre vest, Germania fiind amputată în principal de Prusia Orientală și Silezia; Cehoslovacia a pierdut și ea Rutenia Subcarpatică în beneficiul Ucrainei Sovietice. Aceste schimbări au provocat deplasări semnificative de populație: polonezii s-au stabilit până la est de linia Odra-Neisse, spațiu din care au fost expulzați câteva milioane de germani, în timp ce ucrainenii din regiunile de graniță au fost dispersați pe tot restul teritoriului. Germanii rămân însă principalele victime ale acestor deplasări forțate în Europa Centrală: prezența germană de acolo, care data din secolele al XII-lea și al XIII-lea, și care în 1937 se cifra la circa 17,5 milioane de germani înregistrați acolo — inclusiv 9 milioane în teritoriile germane Prusia, Silezia, Pomerania și Brandenburg; 3,5 milioane în Cehoslovacia; și 1,5 milioane în Polonia. Aceste răsturnări demografice au omogenizat teritoriile și au condus la schimbări de durată ale „mentalităților și imaginarului național”. Expulzarea germanilor din Europa Centrală, a căror prezență îi marcase istoria, menține o „vinovăție surdă”, în special în Cehia, Polonia și Ungaria. În 1990, la prima sa apariție internațională ca șef de stat, Václav Havel și-a cerut scuze poporului german.
După ce Armata Roșie i-a împins pe naziști din aproape toate statele din regiune, izbucnirea Războiului Rece a făcut din regiune un lagăr favorabil URSS guvernat economic de CAER și militar de Pactul de la Varșovia. Europa Centrală a dispărut, „inclusă în denumirea reductivă de «Europă de Est»”, în timp ce, în același timp, intelectualii și-au concentrat cercetările numai asupra lumii ruse. Statele din regiune sunt, prin urmare, aparent fie din „Vest⁠(d)”, fie din „Est”. Astfel, Germania Federală și Austria aparțin taberei occidentale (Austria rămânând neutră), iar celelalte state se află sub influența sovietică, dar popoarele lor „și-au îndreptat în mod tradițional privirea mai degrabă spre Viena, Berlin sau chiar Paris, decât spre Moscova”. Conceptul de Mitteleuropa a continuat să prezinte însă interes în timpul Războiului Rece, în special în Ungaria, Cehoslovacia și Polonia, state pe care Milan Kundera le avansează drept definiție a ce înțelege el prin Europa Centrală.

## Definiții
Având în vedere numărul mare de definiții pentru limitele Europei Centrale, este relevantă examinarea pe rând a două definiții opuse, una restrictivă și cealaltă cuprinzătoare.

### Definiția restrictivă

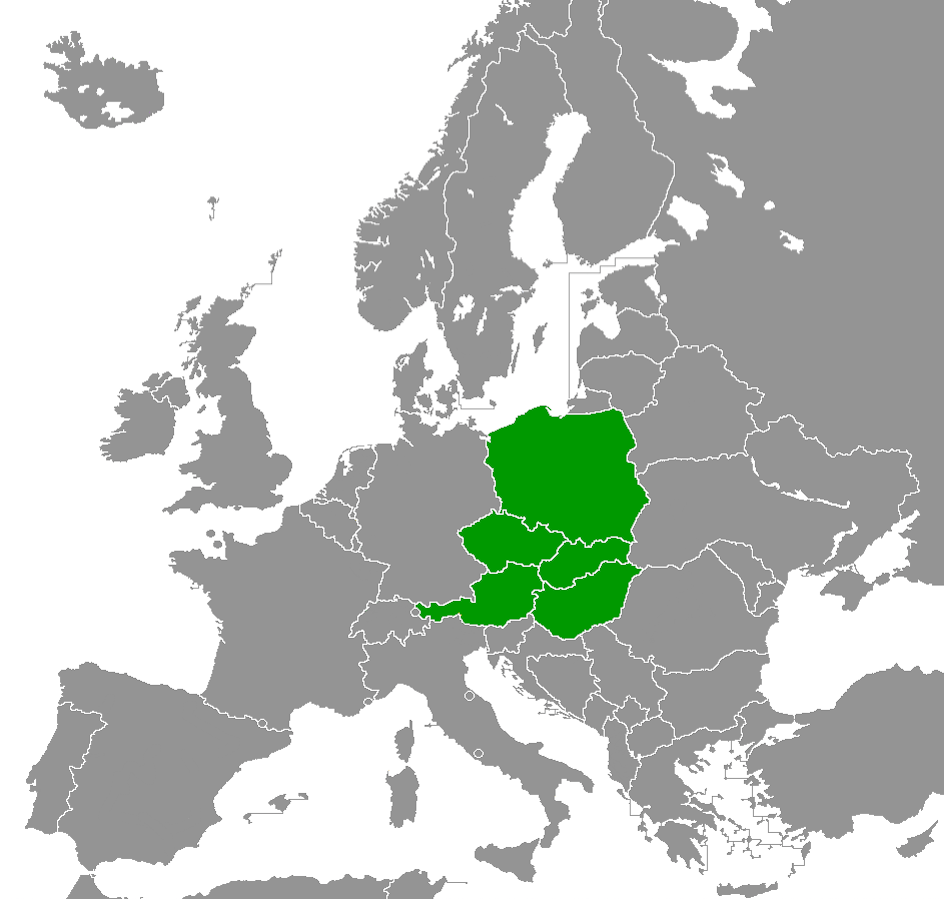
Europa Centrală conform lui Milan Kundera.

O definiție restrictivă se regăsește în reflecția scriitorului franco-ceh Milan Kundera care într-un anume sens „a reînviat Europa Centrală”. Scris în 1983, acest eseu este însă foarte marcat de istoria recentă și de contextul geopolitic: dimensiunea germană a regiunii este ștearsă și Rusia apare ca principală influență — dar și ca principal gropar al său — chiar dacă diviziunea dintre cei doi poli ai Europei nu fusese niciodată atât de puternică.
Europa Centrală nu este prezentată ca un ansamblu de state, entități prea fixe și prea politice, ci „de popoare (…) în limitele imaginare și în continuă schimbare, în care persistă aceeași memorie, aceeași experiență, aceeași comunitate de tradiție”. Această definiție plasează în Europa Centrală următoarele țări:
- Austria;
- Ungaria;
- Polonia;
- Cehia;
- Slovacia.

#### Elemente constitutive

##### O conștiință occidentală
Pentru Kundera, Europa Centrală aparține pe deplin Occidentului și el o numește „partea mai puțin cunoscută și cea mai fragilă [a acestuia]”. Acest sentiment de apartenență este foarte prezent acolo, mai mult decât știu vest-europenii. Aceste popoare, care „s-au considerat întotdeauna occidentale, [s-au trezit] într-o bună zi și [au descoperit] că [se găsesc] în Est” după al Doilea Război Mondial. Respingerea lumii rusești este și ea un indiciu al acestui sentiment de apartenență la partea occidentală a Europei. František Palacký, istoric ceh și personalitate politică a secolului al XIX-lea, sprijinea astfel Imperiul Austriac în opoziție cu Rusia, „această putere care […] ar fi o nenorocire imensă și de nedescris, nenorocire fără măsură și fără limite”.  În Memorii din Ungaria, scriitorul antifascist maghiar Sándor Márai evoca încă de la începutul operei sale, când a întâlnit pentru prima dată un soldat rus, acest sentiment de mai mare apropiere față de inamicul german, descris ca fiind familiar și previzibil, decât de acest soldat cu aspect de cazac, despre care nu știe nimic.

##### O istorie comună într-un mediu ostil
Liantul acestei regiuni, ceea ce îi conferă omogenitatea, se regăsește și în istoria sa — în special unirea a trei state independente (Boemia, Ungaria, Austria) sub influența Habsburgilor. Această istorie comună este și o istorie tulbure în care oamenii sunt mai mult obiecte decât subiecte ale destinului lor, blocați între această influență dublă, germanică (din Evul Mediu  până în secolul al XX-lea) și rusă (hegemonie țaristă în Polonia apoi hegemonie sovietică în întreaga regiune). Locuitorii țărilor din Europa Centrală puteau fi recunoscuți și prin protestul lor față de prezența excesivă fie a unei populații germane, fie a unei populații ruse.
Aceste națiuni, care nu au fost niciodată cuceritoare sau războinice, se caracterizează prin nevoia de a lupta pentru a supraviețui și a exista, pentru că sunt prea slabe în fața vecinilor. Ele au de fapt în comun un viitor incert în fața ispitelor puterilor din apropiere și sunt conștienți de vulnerabilitatea lor, de riscul lor de a dispărea; Kundera exclude deci Germania din această Europă Centrală, a cărei ispită hegemonică a marcat istoria regiunii, spre deosebire de Imperiul Austriac. El scrie, pentru a rezuma acest sentiment de slăbiciune: „un francez, un rus, un englez nu sunt obișnuiți să-și pună problema supraviețuirii națiunii lor. Imnurile lor vorbesc doar despre măreție și eternitate. Imnul polonez începe însă cu versul : «Polonia nu a pierit încă» …”.
Între aceste popoare cu o istorie atât de asemănătoare s-a dezvoltat în final o formă de solidaritate. Kundera folosește exemplul comportamentului trupelor Pactului de la Varșovia în timpul invaziei Cehoslovaciei din 1968 pentru a ilustra această mentalitate: „rușii, bulgarii, est-germanii erau formidabili și de temut; pe de altă parte, aș putea spune zeci de povești despre polonezii și ungurii care au făcut tot posibilul pentru a-și arăta dezacordul cu ocupația și au sabotat-o sincer.”

##### Marea diversitate etnoculturală
Omogenitatea Europei Centrale necesită în sfârșit o cultură comună. Kundera citează în special arta barocă care a unificat „această vastă regiune de la Salzburg până la Wilno”, și în special muzica. Dar această cultură comună implică și o pluralitate etnoculturală care transcende și în cele din urmă unește aceste state. El explică că fiecare dintre aceste țări are o compoziție demografică multinațională, cu numeroase minorități etnice, slave și non-slave.
Minoritatea evreiască este fundamentală în analiza sa privind identitatea Europei Centrale: „nicio parte a lumii nu a fost marcată atât de profund de geniul evreiesc. Străini pretutindeni și acasă pretutindeni, ridicați deasupra gâlcevii naționale, evreii erau în secolul al XX-lea principalul element cosmopolit și integrator al Europei Centrale, liantul său intelectual”. Această analiză este împărtășită și de scriitorul sârb Danilo Kiš pentru care evreii au constituit „legătura dintre aceste mici națiuni” și motorul cultural al regiunii. Mai mult, în Europa Centrală a apărut sionismul, chiar în momentul în care s-au născut și alte aspirații naționale ale popoarelor din Europa Centrală: Theodor Herzl s-a născut în Ungaria; David Ben-Gurion în Polonia.
Omogenitatea acestui ansamblu regional se regăsește așadar și în eterogenitatea statelor care îl compun. Europa Centrală ar putea fi de fapt definită după cum urmează: „diversitate maximă în spațiu minim”.

### Definiția cuprinzătoare

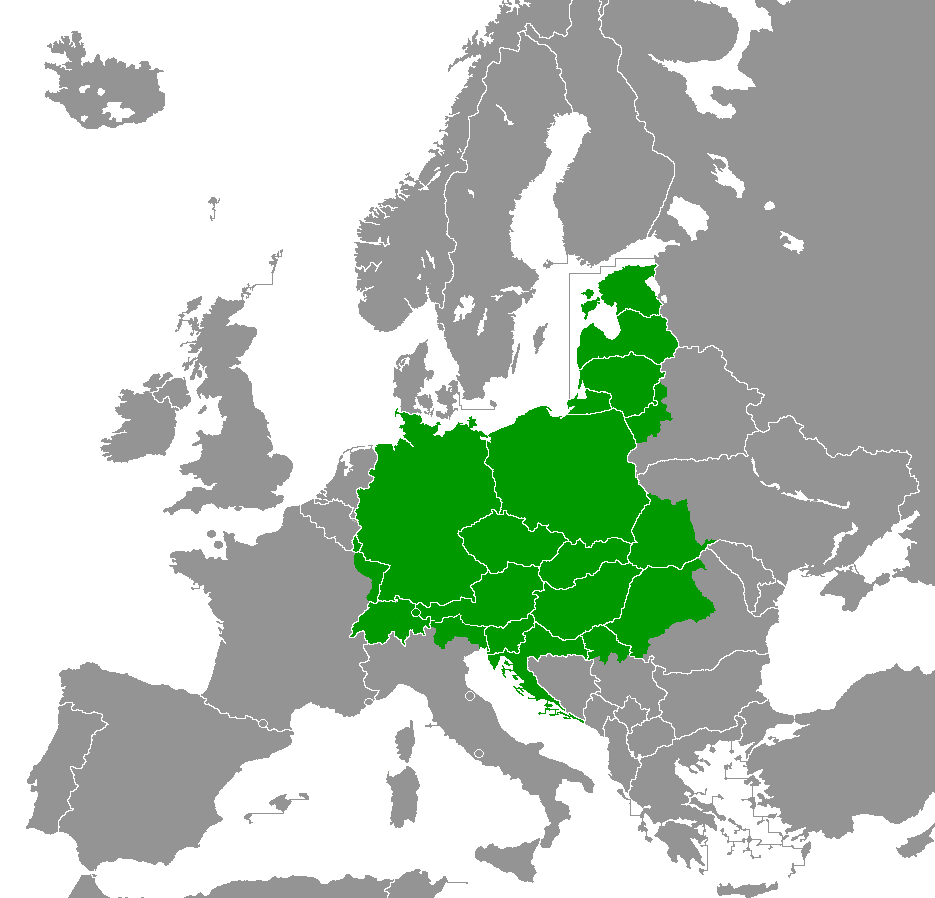
Europa Centrală conform profesorului Peter Jordan.

Profesorul Peter Jordan definește Europa Centrală în limite mult mai largi, observând opt elemente constitutive. Această definiție plasează în Europa Centrală următoarele țări:
- Germania;
- Austria;
- Belarus (regiunea Hrodna);
- Croația;
- Estonia;
- Franța (Alsacia și Lorena⁠(d));
- Ungaria;
- Italia (Friuli-Venezia Giulia, Trentino-Alto Adige și Belluno);
- Letonia;
- Liechtenstein;
- Lituania;
- Luxemburg;
- Polonia;
- Cehia;
- Rusia (regiunea Kaliningrad);
- România (Transilvania, Banatul, Crișana și parte din județul Suceava);
- Slovacia;
- Slovenia ;
- Serbia (Voievodina);
- Elveția;
- Ucraina (regiunile Ivano-Frankivsk, Lviv, Cernăuți, Ternopil și Transcarpatia).

#### Elemente constitutive

##### Amprenta culturilor germană și evreiască, pe lângă culturile slave, romanice sau maghiare

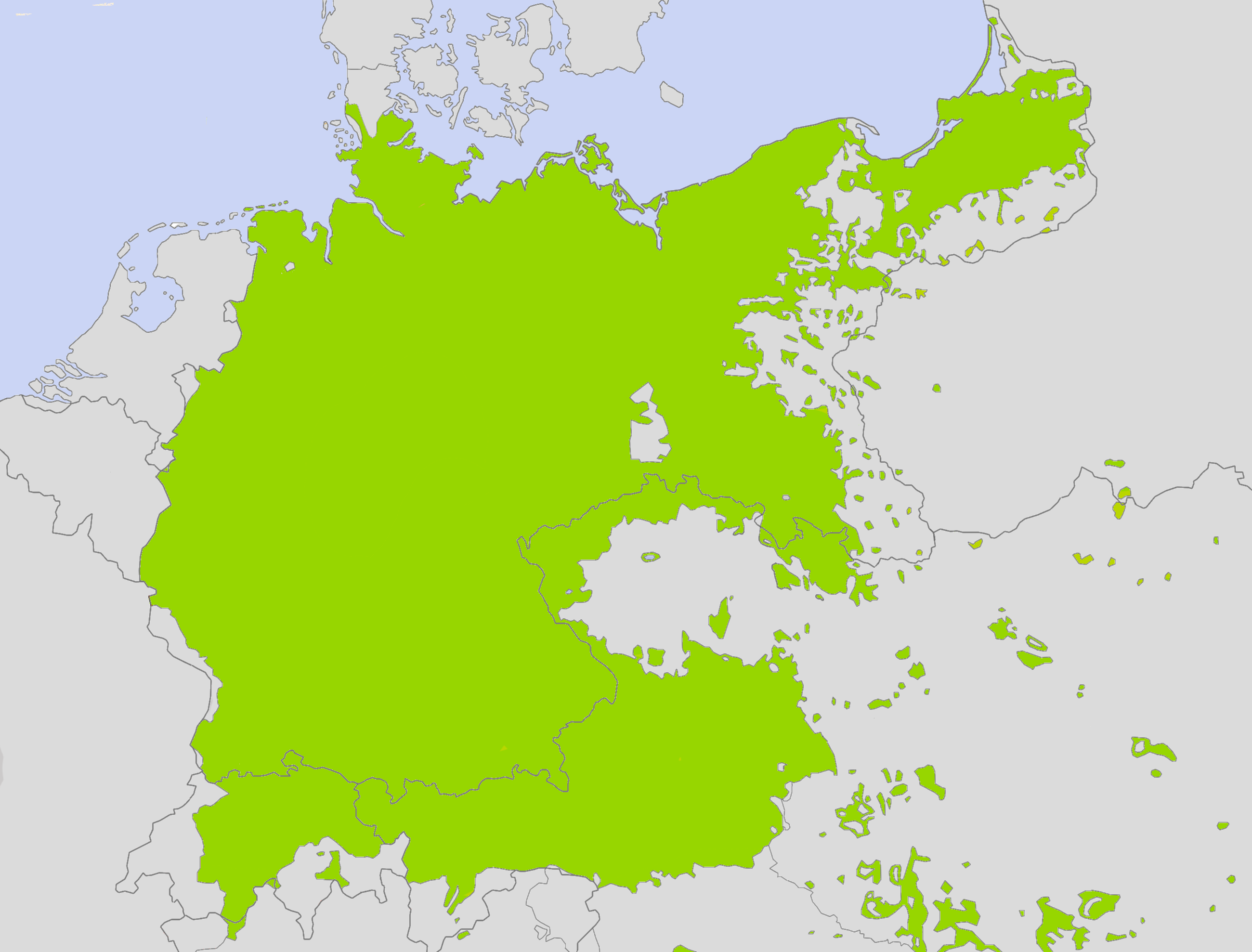
Zona de difuzare a limbii germane în 1910.

Germanii s-au stabilit în Europa Centrală începând cu secolul al XII-lea sau al XIII-lea. Limba germană devine o limbă vehiculară, precum și limbă a educației, de stabilire a standardelor legale și a burgheziei. Dacă întinderea zonelor de dominație și colonizare germană a fost redusă considerabil începând cu 1945, prezența istorică a acestor minorități a avut un efect de durată, în special în natura însăși a orașelor sau a peisajului cultural. În plus, germana a redevenit o limbă importantă de predare de la căderea „cortinei de fier”, tocmai în aceste foste regiuni germanizate.
În ceea ce privește minoritatea evreiască, aceasta era numeric foarte mare și juca un rol cultural și economic major, evreii formând o parte esențială a populației urbane. Din Evul Mediu până la al Doilea Război Mondial, culturile evreiască și germană au coexistat acolo în simbioză. Prezența evreiască a rămas însă una limitată în țările alpine și pe teritoriul Germaniei contemporane cu excepția marilor centre urbane Berlin, Nürnberg sau Leipzig.

##### Prezența semnificativă a religiilor protestantă și catolică; influența slabă a religiilor ortodoxă și musulmană

Harta religioasă a Europei Centrale în 1901.

Deși Bisericile și-au pierdut influența și societățile s-au secularizat, zonele de difuziune religioasă, actuale și trecute, rămân totuși indicatori importanți în delimitarea spațiilor culturale. În Europa Centrală, astăzi, fie protestanții trăiesc alături de catolici — Germania, Ungaria, Letonia, România (interiorul arcului carpatic), Elveția — fie catolici din regiunile marcate de Reforma protestantă și unde încă mai există trăsături ale culturii reformate (materialism, raționalism, sobrietate , etc. ) — Polonia, Cehia, Slovacia. Cu toate acestea, unele regiuni — Croația, Tirolul — nu au fost atinse de Reforma protestantă ; acestea, însă, sunt doar excepții de la o tendință generală.
De asemenea, în anumite regiuni marginale — România, Ucraina — se găsesc bisericile catolice de rit oriental, tranziție între lumea bizantină și cea latino-catolică reflectând o ancorare central-europeană și neestică. În fine, actualele populații musulmane din Europa Centrală nu își au sorgintea în vechea influență otomană, ci din migrațiile contemporane.

##### Existența timpurie a unui sistem urban și a unei burghezii drept contrapondere a nobilimii, a suveranului și a Bisericii
Burghezia urbană a apărut în Flandra și nordul Italiei, dar acest sistem s-a dezvoltat începând cu secolul al XII-lea la est de Rin și de-a lungul coastei de est a Mării Adriatice. Orașele în cauză aveau să dobândească treptat autonomie și să fie administrate de cetățeni, ceea ce a modelat dezvoltarea politică și socio-economică a regiunilor înconjurătoare: Populațiile rurale aservite tindeau să se stabilească în aceste orașe și să devină meșteșugari sau negustori; au apărut noi domenii de activitate economică; comerțul a înflorit; populația urbană a crescut și, odată cu aceasta, clasele bogate, deschizând noi oportunități agricole etc. Dar creșterea lumilor otomană și rusă a încetinit această creștere urbană și a marcat o divizare între estul și vestul continentului.

##### Dezvoltarea timpurie a unei țărănimi libere
Dezvoltarea țărănimii libere este într-o anumită măsură comparabilă cu cea a burgheziei urbane. Populațiile rurale au fost rapid eliberate și scutite de toate formele de aservire feudală. Ele au devenit un element esențial pentru dezvoltarea economică și apariția unei societăți libere și democratice. Țările alpine sunt nucleul inițial al acestui proces, iar răspândirea lui în restul Europei Centrale a avut loc în special prin colonizarea germană spre est din secolul al XII-lea, fie că este vorba despre colonizarea săsească a Transilvaniei, militarizarea mărcilor austriece sau repopularea Regatului Ungariei după invaziile mongole apoi după războaiele otomane.

##### Tradiția autonomiei locale și regionale
Dezvoltarea timpurie atât a unei burghezii urbane, cât și a unei țărănimi libere constituie substratul istoric al federalismului contemporan întâlnit în special în Germania, Austria și Elveția dar și în nordul Italiei, în Cehia și în Slovenia. În schimb, teritoriile poloneze sau fostul regat al Ungariei sunt mai puțin marcate de această tradiție a autonomiei locale și regionale.

##### Diversitatea culturală și etnică în cadrul statelor
Această diversitate etnoculturală se aplică mai mult regiunilor de sud și de est ale Europei Centrale. Ea reflectă în mod direct particularitățile istoriei regionale și în special importanța statelor supranaționale în care conceptul herderian de „națiune culturală” (kulturnation). Spre deosebire de Europa de Vest, Europa Centrală nu se pretează bine la conceptul de stat-națiune. Minoritățile naționale beneficiază de dreptul de a exista și, prin urmare, au persistat în cadrul diferitelor națiuni culturale, uneori până la obținerea protecției juridice și a autonomiei politice. Cu toate acestea, avântul naționalist de la sfârșitul secolului al XIX-lea și până după al Doilea Război Mondial au modificat această realitate, ducând uneori la violențe împotriva minorităților etnice sau chiar la distrugerea sau expulzarea lor totală.

##### Orientarea politică și economică înspre continent
Spre deosebire de alte mari regiuni europene, Europa Centrală nu a văzut apariția unor națiuni maritime majore — ceea ce, evident, se datorează în mare măsură amplasării sale geografice. Statele din regiune nu au fost implicate în împărțirea colonială a lumii și participarea târzie a Germaniei la acest fenomen, care a avut foarte puține consecințe asupra metropolei, nu poate da uitării acest particularism istoric. De asemenea, spre deosebire de popoarele Europei de Nord (cu ieșire la Atlanticul de Nord), otomane (cu ieșire la Mediterana și Orientul Mijlociu) sau rusești (o adevărată putere colonială cu îndreptată spre Oceanul Pacific, Asia Centrală sau Caucaz), popoarele Europei Centrale și-au menținut orientări politice și economice îndreptate spre continent. Consecințele contemporane ale acestei poziționări istorice sunt, pe de o parte, foarte mult comerțul intra-european și, pe de altă parte, foarte puțină imigrație.

##### Industrializarea tardivă față de Europa de Vest, dar timpurie față de Europa de Est și de Sud
Procesul de industrializare presupune nu doar o reorganizare economică, ci și o transformare profundă a societății, de la dimensiunea gospodăriilor până la condițiile de locuire și structurile politice. Acest proces s-a extins treptat de la sfârșitul secolului al XVIII-lea spre vest și, pe la 1820, teritoriile germane, cehe, austriece și elvețiene se industrializau. Celelalte regiuni din Europa Centrală au fost afectate doar în a doua jumătate a secolului, în timp ce Europa de Est și de Sud-Est au rămas în mare parte o zonă agricolă a cărei industrializare avea să înceapă abia în secolul al XX-lea.

### Propuneri alternative

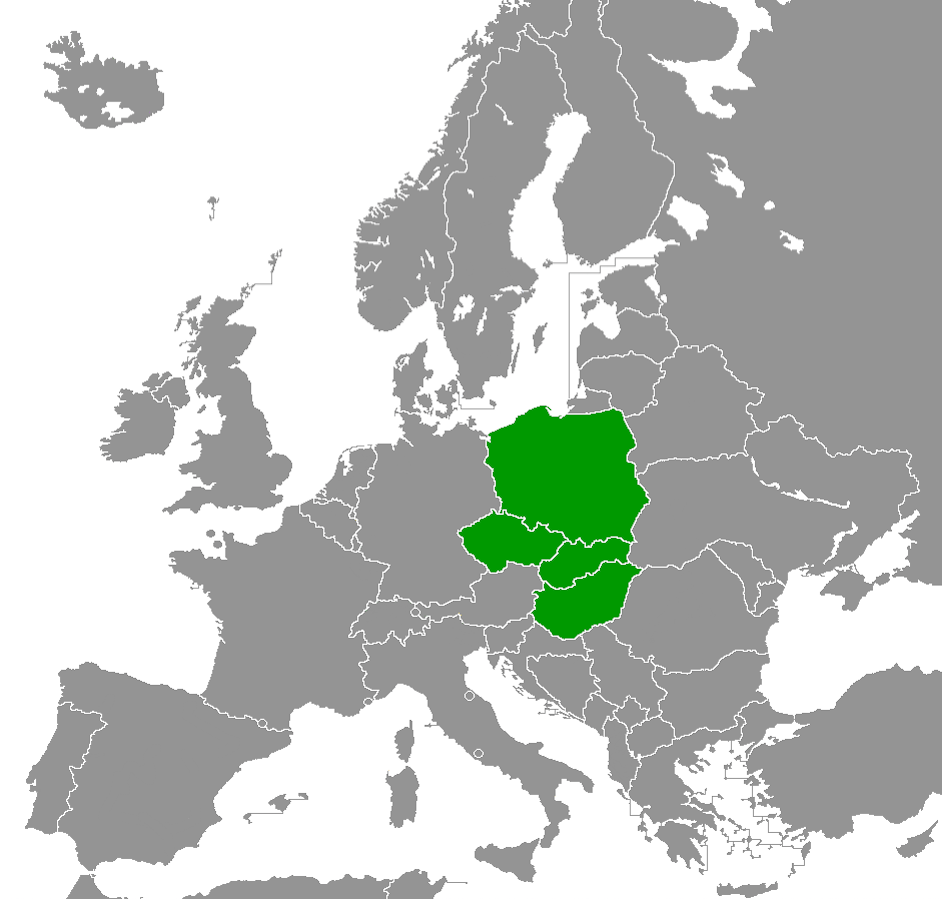
Europea Centrală după Katzenstein[c][O 18]
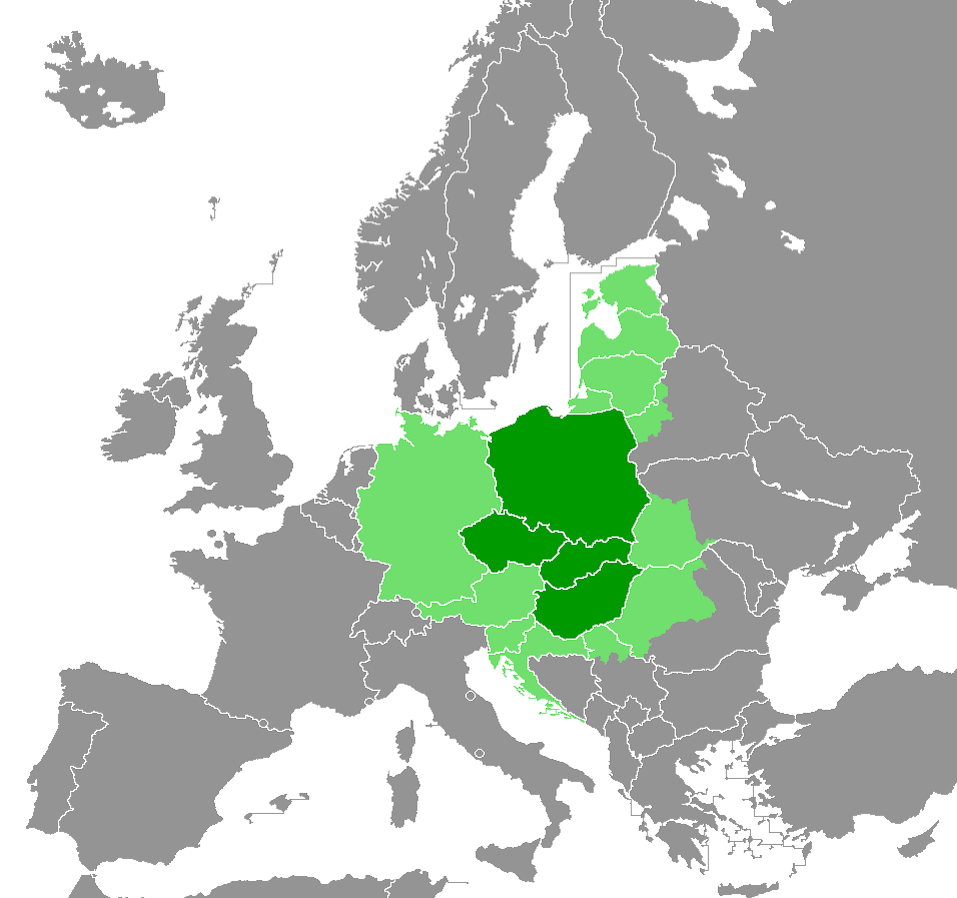
Europa Centrală după Johnson[d][O 19]
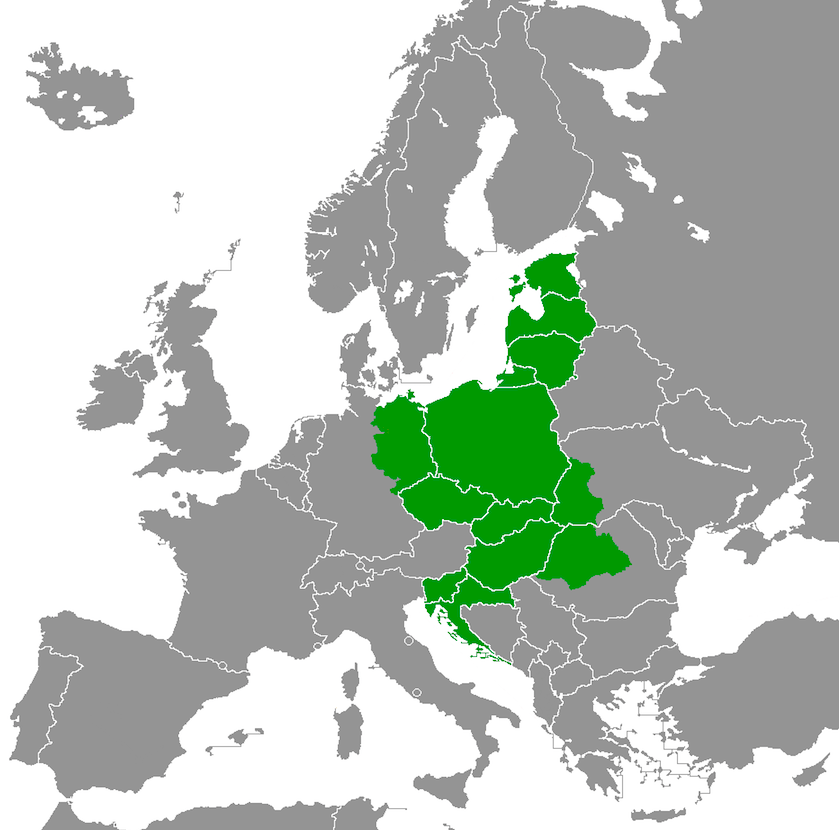
„Europa Mijlocie” după Miłosz[O 20]
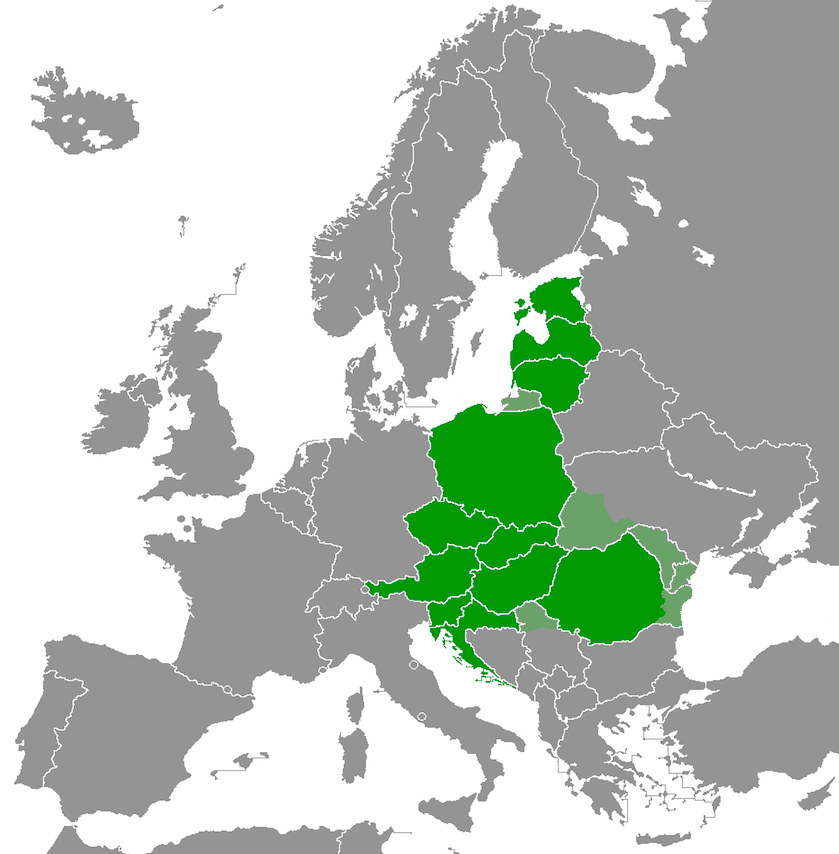
Europa Centrală după Castellan[O 21]
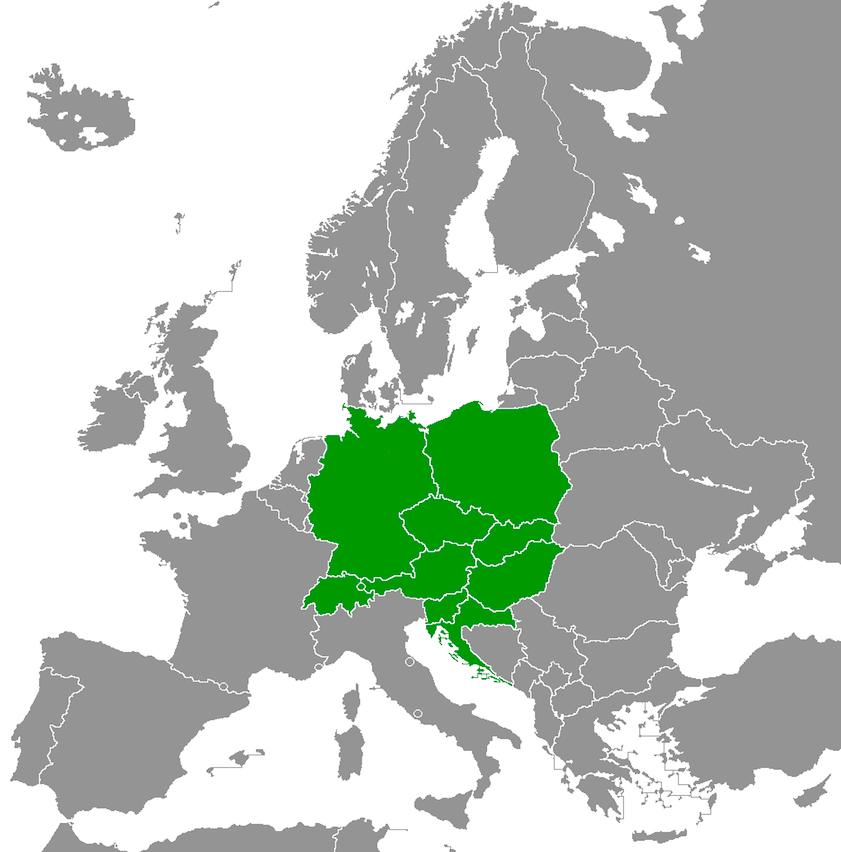
Europa Centrală după Wackermann[O 22]
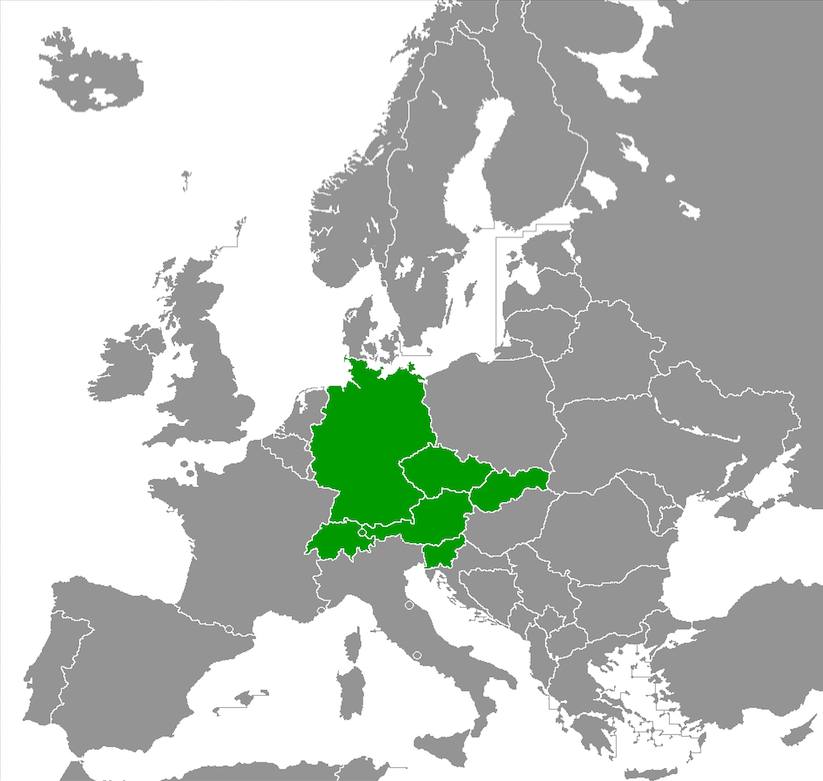
Europa Centrală după enciclopedia Larousse[E 19]
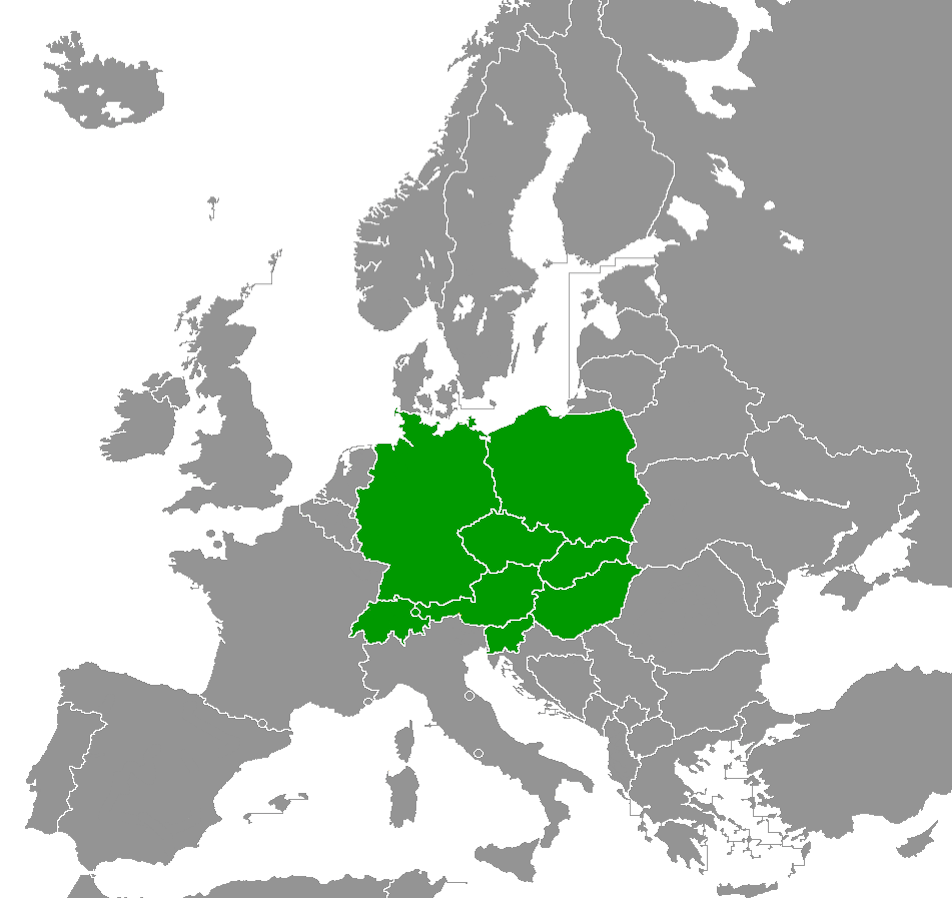
Europa Centrală conform CIA World Factbook
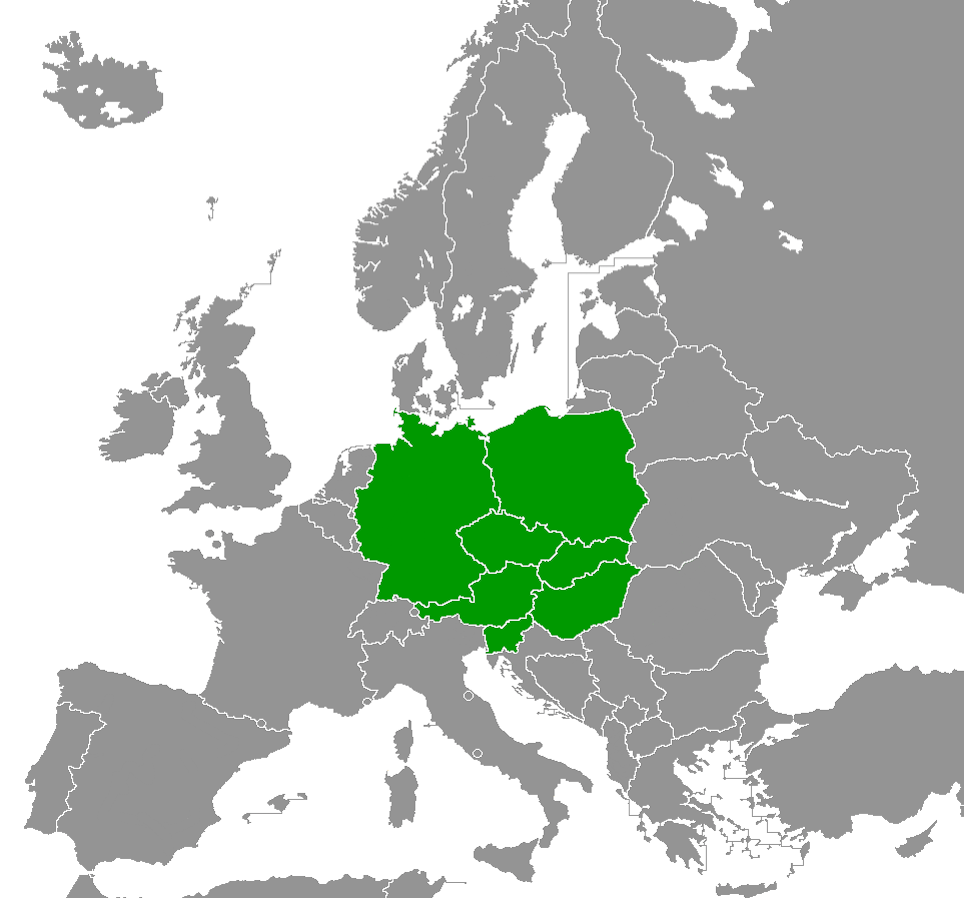
Țările invitate la summitul șefilor de stat din Europa Centrală (1994)

### Justificări și limitări de la țară la țară
Pe baza elementelor menționate anterior, se pot preciza factorii de apartenență sau de excludere a unei țări din Europa Centrală.

#### Austria
Nucleul inițial al imensului imperiu supranațional care a fost Imperiul Habsburgic până în 1918, Austria contemporană are încă mai multe minorități naționale pe teritoriul său, în principal sloveni din Carintia și Stiria; croații și maghiarii din Burgenland și cehii și slovacii de la Viena. Comunitatea evreiască austriacă a fost multă vreme foarte importantă și a contribuit la transformarea Vienei în „capitala secolului al XX-lea”, după cum spunea Walter Benjamin. Estimată la 200.000 de persoane în 1938, la sfârșitul secolului al XX-lea număra doar circa 7.000 de membri. În plus, Austria catolică a fost profund afectată de Reforma protestantă și constituie în final, împreună cu celelalte țări alpine, inima istorică a țărănimii libere și a autonomiei politice locale, prefigurare a federalismului contemporan, iar pe la anul 1820, se număra printre primele țări industrializate din regiune.

#### Belarus
Regiunea Hrodna este populată de o importantă minoritate poloneză catolică, reprezentând în 1999 aproximativ 400.000 de locuitori și până la 20 % din populația anumitor raioane. Din punct de vedere istoric, în orașul Hrodna s-au stabilit lituanieni începând cu secolul al XIII-lea, apoi polonezii în secolul al XIV-lea; secolul al XVI-lea, era un exemplu de coabitare multietnică. În timpul celei de a treia împărțiri a Poloniei⁠(d), în 1795, orașul a intrat în componența Imperiului Rus, care s-a angajat în rusificarea regiunii, dar în 1939, Hrodna — cu puțin peste 50.000 de locuitori — mai avea încă 22.000 de polonezi și 21.000 de evrei.

#### Cehia
Țara a avut de-a lungul istoriei o importantă minoritate germană: acestea reprezenta 35 % din populație în 1910, dar în urma expulzării lor în 1945, ei mai reprezentau doar 0,2 % din populație în 2011. Mai multe alte minorități mici sunt prezente acolo, în special slovaci, polonezo, silezieni și maghiari, reprezentând 2 % din populația totală.  În ceea ce privește populația evreiască, dacă înainte de al Doilea Război Mondial era slabă numeric, este mai ales pentru că a fost germanizată de la sfârșitul secolului al XVIII-lea și fusese în mare măsură asimilată în secolul al XX-lea. Cu toate acestea, ea ocupă un loc important în imaginarul național și internațional: cel mai cunoscut scriitor din Cehia este germanul Franz Kafka, iar vechiul cimitir evreiesc din Praga unul dintre cele mai importante atracții turistice ale sale.
Dacă religia majoritară este cultul catolic, țările cehe au fost profund marcate de Reforma Protestantă până în 1620, dată la care Boemia și Moravia au devenit posesiunea ereditară a Habsburgilor austrieci. A fost și una dintre primele țări industrializate, concomitent cu Germania sau Austria, în jurul anului 1820.

#### Croația
Până în 1918, Croația a fost strâns asociată cu Ungaria și Austria. Mai precis, regatele Croației și Slavoniei au fost unite cu Ungaria din 1102 până în 1526, apoi au intrat sub control habsburgic. În 1797, Dalmația a fost la rândul ei integrată în Imperiul Austriac, la fel ca și teritoriile Republicii Ragusa în 1814. Astfel, în 1914, Regatul Dalmației și Istria se aflau sub dominație austriacă, iar Regatul Croației și Slavonia sub influența maghiară. Cu toate acestea, Croația catolică nu a cunoscut niciodată vreo amprentă protestantă.
Dacă regiunile istorice din Croația Centrală⁠(d) și Slavonia fac parte din ansamblul Europei Centrale, poate părea inconsecvent faptul că cele situate pe coasta de est a Adriaticii nu fac parte din Europa de Sud. Într-adevăr, în aceste regiuni (Istria, Kvarner⁠(d), Dalmația), influențele venețiene și romane sunt palpabile, la fel ca și orientarea politico-economică spre marea liberă. Cu toate acestea, influența austro-ungară amestecată cu cultura slavă a avut un impact mai mare asupra regiunii. Prezența Croației în spațiul central european se explică și prin motive ciclice, pentru a o diferenția de regiunea de criză a Balcanilor la sfârșitul anilor 1990 și începutul anilor 2000.

#### Elveția
În Elveția francofonă, folosirea limbii franceze este un argument împotriva oricărei apartenențe la Europa Centrală. Cu toate acestea, mai mulți factori aduc Elveția în ansamblu mai aproape de Europa Centrală: amprenta culturală și socială foarte puternică a Confederației Elvețiene, predominant germanică, încă din secolul al XVI-lea; influențele germanofone anterior mai puternice în Elveția francofonă (în special în cantoanele Fribourg, Vaud și Valais); implicarea într-un sistem federal care autorizează o autonomie locală și regională puternică, în contrast puternic cu iacobinismul⁠(d) din Franța vecină; țărănimea liberă dezvoltată de timpuriu; pluralitatea lingvistică și în final coabitarea protestantismului (inclusiv calvinismul⁠(d) genevez) cu catolicismul.

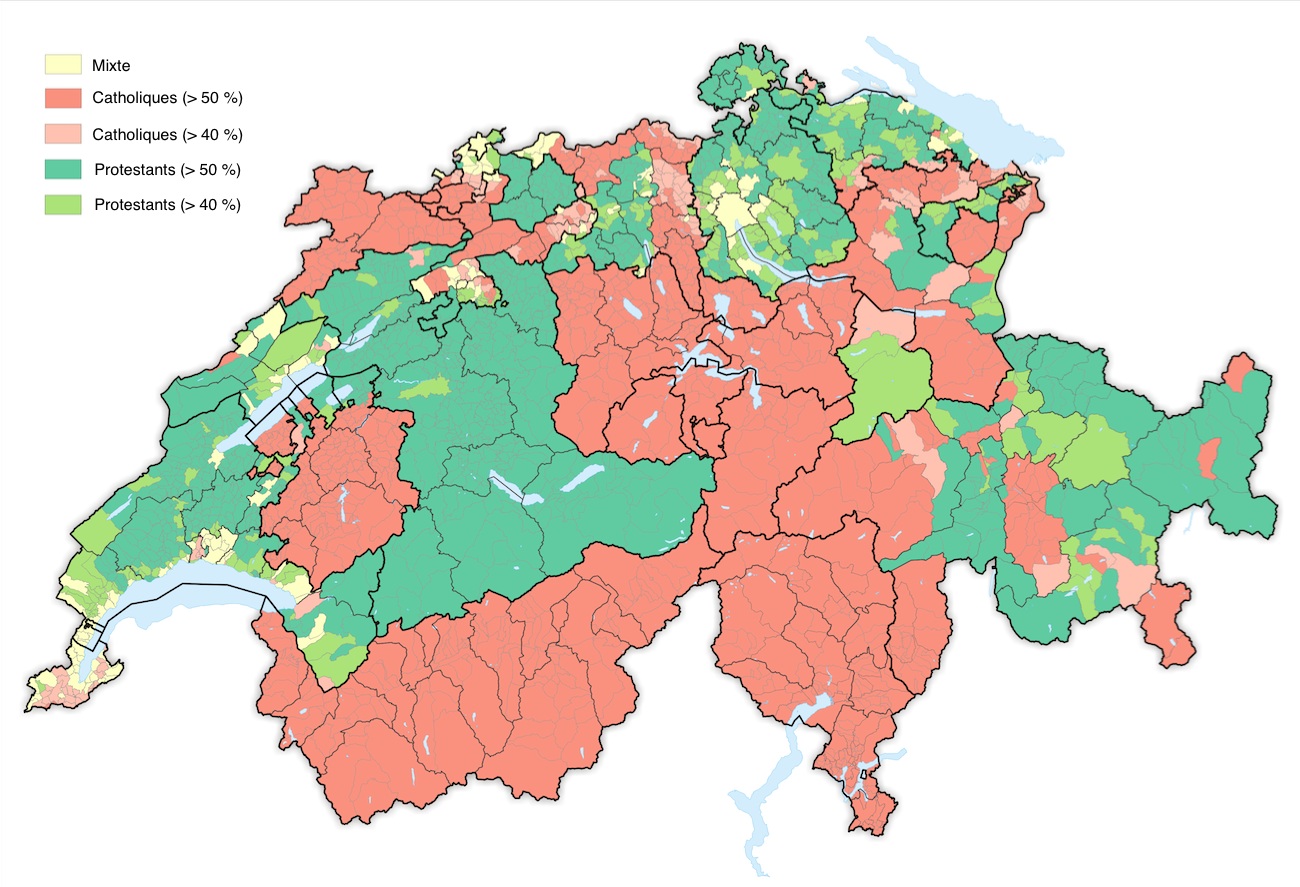
Harta religioasă a Elveției
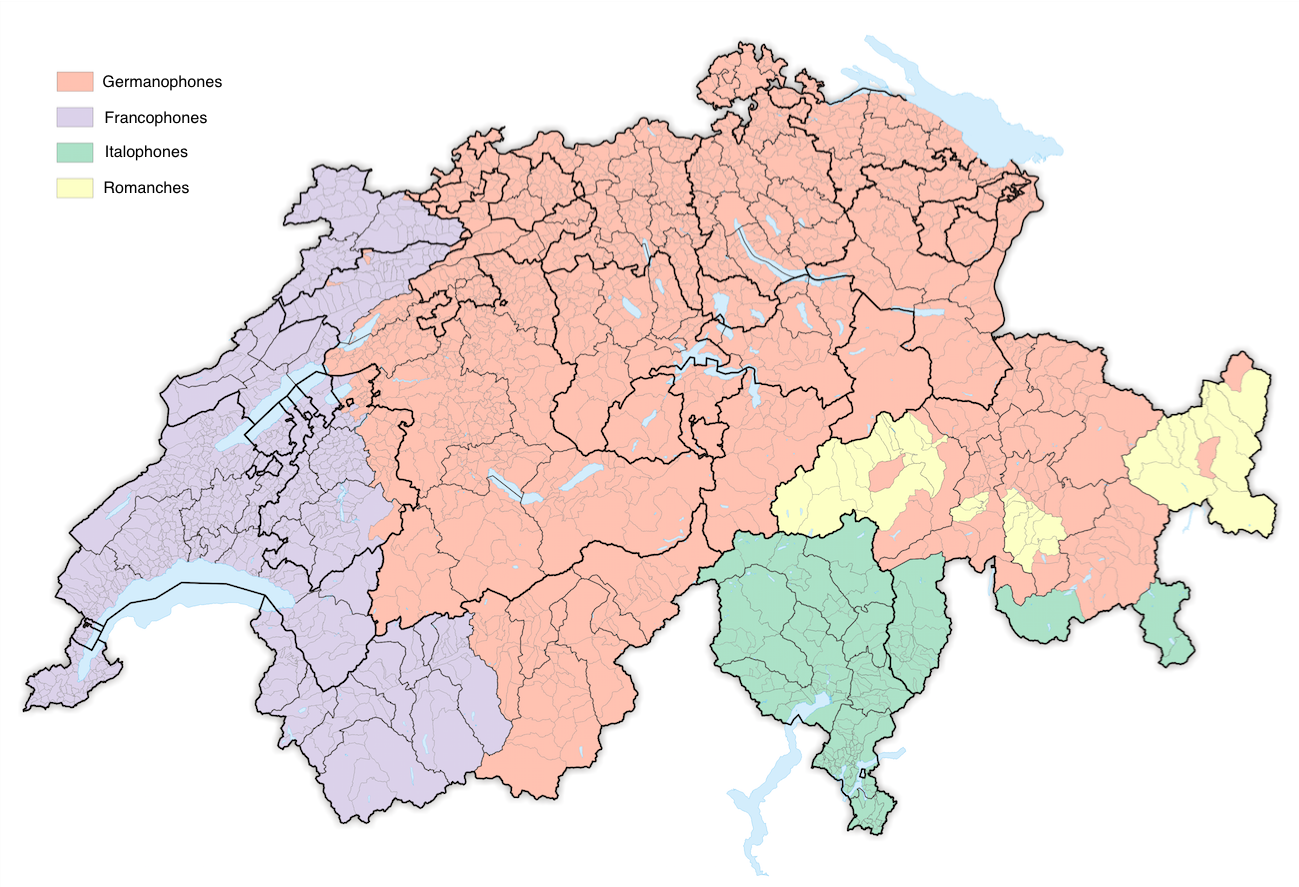
Harta lingvistică a Elveției

#### Estonia
Din secolul al XIII-lea până în al XV-lea, Estonia a fost legată de statul monastic al Cavalerilor Teutoni și astfel a adăpostit până la al Doilea Război Mondial o minoritate germană care a avut un impact de durată asupra societății. Ea nu mai reprezentă însă, la începutul secolului al XX-lea, decât 2,5 % din populație și acești germanii baltici aveau să părăsească țara în urma pactului germano-sovietic apoi a anexării de către Uniunea Sovietică (care a dispus deportarea lor). În ceea ce privește minoritatea evreiască, puțină la număr înainte de război, aceasta a fost decimată în timpul Holocaustului — Estonia a fost chiar declarată judenfrei, iar puținii supraviețuitori nu pot păstra statutul de „minoritate națională”. Estonia este marcată și de prezența unei puternice minorități ruse, reprezentând în 2006 peste 25 %  din populație — estonii reprezentând 68,5 % — și până la 78 % din populația județului Ida-Viru.

Convertită la protestantism sub influența suedezilor, Estonia constituie totuși o punte culturală cu Europa de Nord datorită apropierii lingvistice dintre estonă și finlandeză și a unei istorii făurite prin confruntării cu vecinii săi suedezi și danezi.

Statul teutonic în 1410.
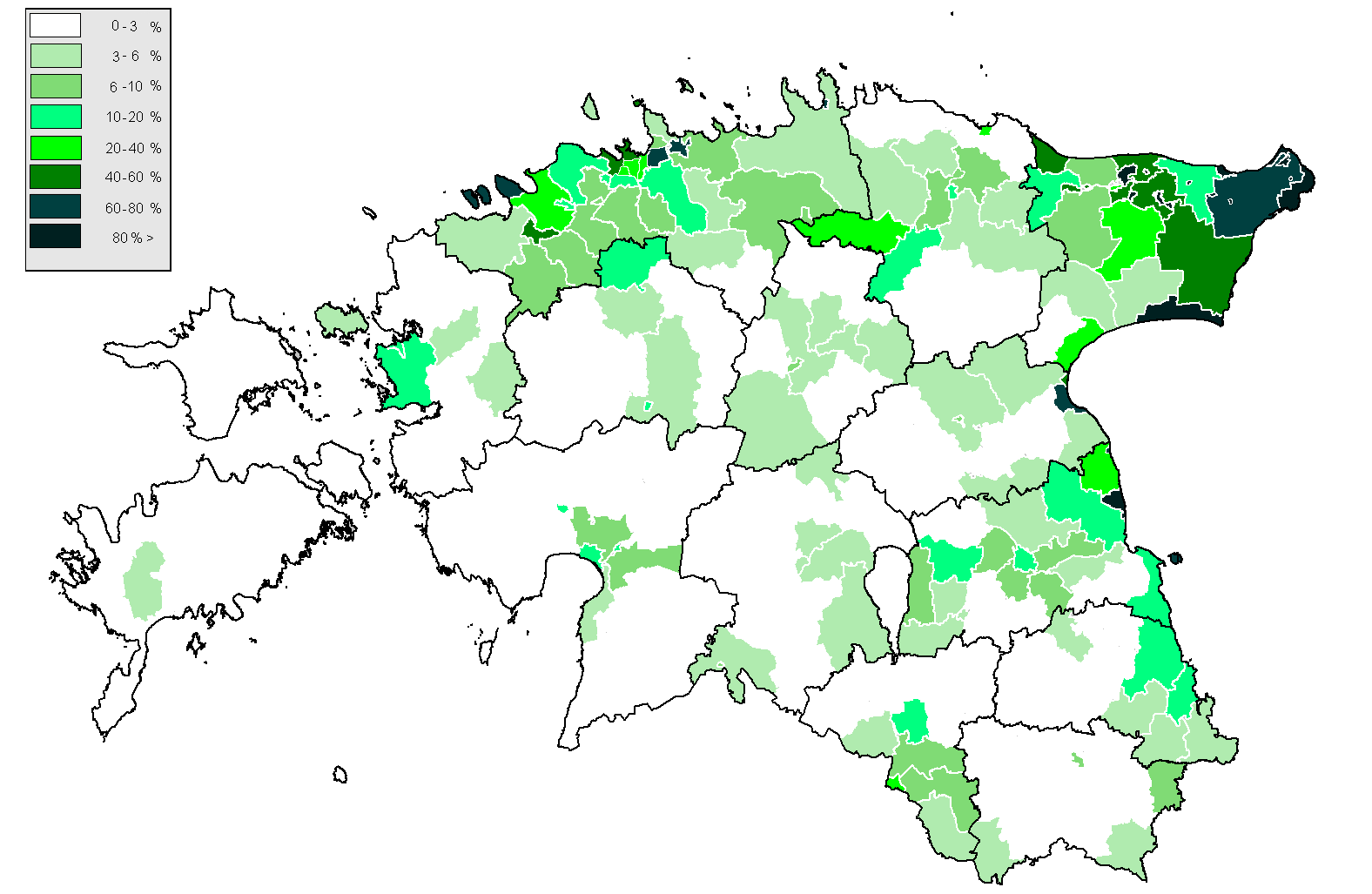
Arealul de răspândire a limbii ruse în Estonia (2000).

#### Franța
În Alsacia și Lorena germanofonă⁠(d), dialectele alemanice ale unei mari părți a populației indigene sunt principalul argument pentru includerea acestei regiuni în Europa Centrală, deși acestea sunt în mare măsură influențate de franceză astăzi. Din punct de vedere istoric, ele au aparținut până în 1552 (Episcopia de Metz), 1648 (Sundgau), 1682 (Strasbourg) și 1737 (Ducatul Lorena) Sfântului Imperiu Roman și au făcut parte din 1871 până în 1918 din Imperiul German.

#### Germania

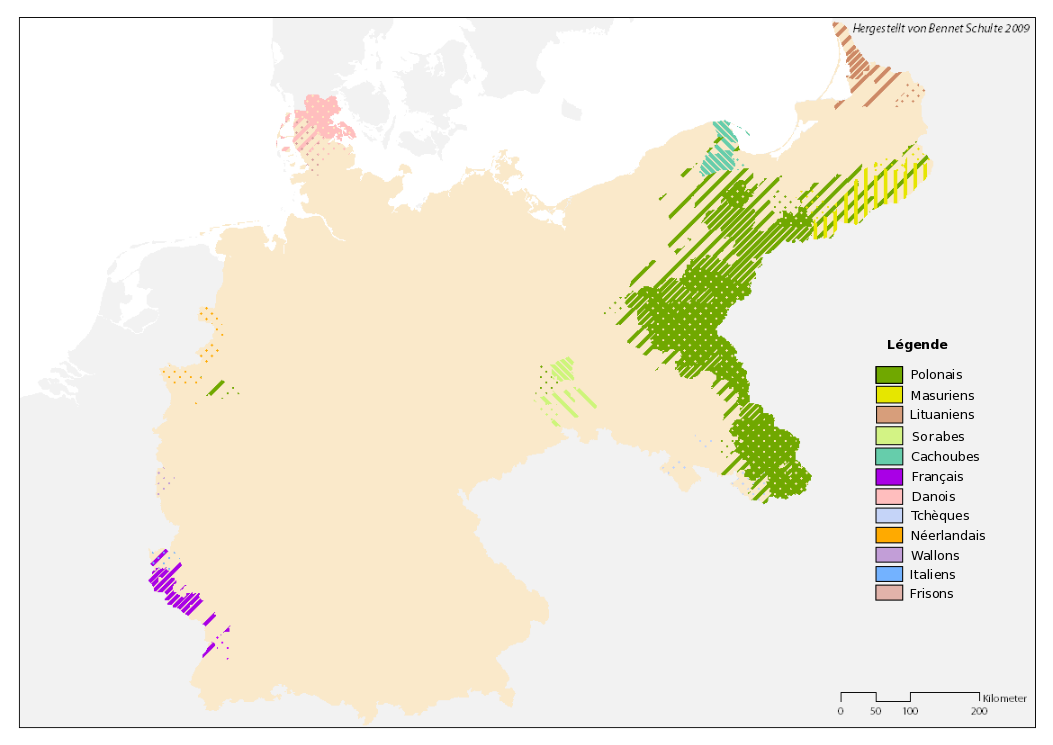
Minoritățile lingvistice din Germania (1900).

Prezența Germaniei în Europa Centrală extinsă se explică în primul rând prin prezența dublă a religiilor catolică și reformată (deși unele regiuni, precum Bavaria, nu au fost cu adevărat influențate de Reforma protestantă). În al doilea rând, deși diversitatea culturală și etnică în Germania contemporană este scăzută, nu a fost așa până în 1945, iar minoritățile germane au avut un rol predominant în istoria regiunii și a țărilor învecinate. Mai mult, chiar și în secolul al XXI-lea mai persistă anumite minorități etnico-lingvistice precum sorabii din Lusația. În al treilea rând, Germania a fost întotdeauna orientată către continent în domeniul economic și politic, dovadă fiind numeroasele sale minorități împrăștiate în regiune. Tentația colonială germană a început abia în 1884 și s-a încheiat în 1918. În ceea ce privește comerțul hanseatic, face și el parte întrucâtva dintr-o continuitate teritorială central-europeană și privește doar o mică parte din Germania contemporană. În al patrulea rând, burghezia s-a dezvoltat rapid în orașele germane înainte de a se răspândi în restul regiunii și odată cu ea o tradiție politică autonomă, la originea federalismului actual. În cele din urmă, minoritatea evreiască a fost foarte importantă timp de secole și a contribuit activ la dezvoltarea societății. De la mijlocul secolului al XIX-lea, evreii din Germania au fost treptat emancipați și germanizați, dar nu mai erau, la sfârșitul secolului al XX-lea, decât circa 40.000 față de aproape 550.000 în 1933.

#### Italia

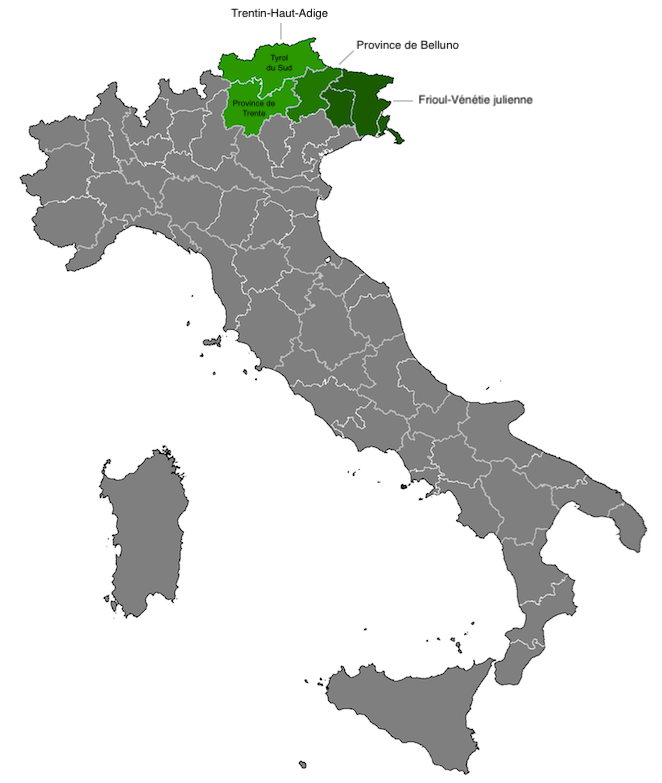
Partea central-europeană din Italia.

Tirolul de Sud, Trentino, Friuli⁠(d), dar și Trieste și provincia Belluno din Veneto au avut o amprentă puternică a culturilor germană și austriacă. Integrate istoric în Imperiul Austriac, aceste regiuni se caracterizează și prin diversitatea lor etnică (romanși⁠(d), friulani⁠(d), ladini⁠(d), sloveni, numeroase enclave de limbă germană) care în acest sens le apropie și de Europa Centrală.
Mai precis, Trentino-Alto Adige — inclusiv provincia Trento și Tirolul de Sud — era integrată în sfera de influență germanică din secolul al VI-lea. Regiunea a intrat treptat sub dominație habsburgică și a fost chiar integrată în Tirolul austriac din 1802 până în 1918. Cu toate acestea, regiunea din jur de Trento rămâne preponderent italiană ca limbă și cultură. După Primul Război Mondial, întreaga regiune a revenit în Italia, în ciuda principiului autodeterminării popoarelor, deoarece vorbitorii de germană și ladinii ceruseră anexarea la Austria sau crearea unui stat independent. Din 1922 până în 1943, sub Mussolini, Tirolul de Sud a cunoscut o perioadă de italizare forțată: toponimele și prenumele au fost modificate, chiar denumirea de „Tirol” a fost interzisă, predarea și vorbirea în public a limbii germane au fost interzise. Conform recensământului din 2001, Tirolul de Sud are în jur de 69 % vorbitori de germană — față de 90% înainte de politica de italizare —, în principal în zonele rurale, și 4,4 % vorbitori de ladină.

În actuala regiune Friuli-Venezia Giulia, Friuli a fost administrat pentru scurt timp de Austria în secolul al XIX-lea, în timp ce regiunea Trieste a rămas austriacă până în 1919.

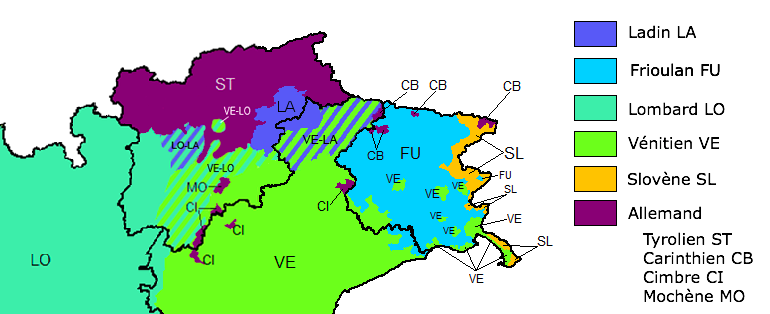
Hartă lingvistică a Italiei de Nord-Est

#### Letonia

Zona de difuzare a limbii ruse în Letonia (2011).

Legată istoric de statul monastic al Cavalerilor Teutoni din secolul al XIII-lea până în secolul al XVI-lea, dominată apoi de Suedia și în cele din urmă de Imperiul Rus din secolul al XVIII-lea până în 1918, Letonia a fost atunci masiv rusificată sub epoca sovietică (1940-1991). După ce a adăpostit importante minorități evreiască și germană — 4,9 % și respectiv 3,3 % din populația letonă în 1935 —, este încă împărțită etnic în 2015 cu 33,5 % din populație slavă, din care 25,8 % ruși; evreii și germanii reprezintă doar 0,5 % din populație. Majoritar protestantă, Letonia are totuși o minoritate catolică semnificativă în Latgalia, în estul țării.

#### Lituania
Lituania catolică a fost asociată cu Polonia din 1386 până în 1795 în cadrul Uniunii Polono-Lituaniene. Și aici există minorități naționale semnificative: populația sa numără 9 % ruși, 7 % polonezi și 1 % evrei. Aceștia din urmă au fost afectați în special de Holocaust, din 87 % dintre ei au pierit (doar comunitatea poloneză a fost mai devastată, cu 93 % pierderi). După independența din 1918, capitala actuală, Vilnius, era populată majoritar cu polonezi și evrei, și a fost anexată de Polonia până la al Doilea Război Mondial.

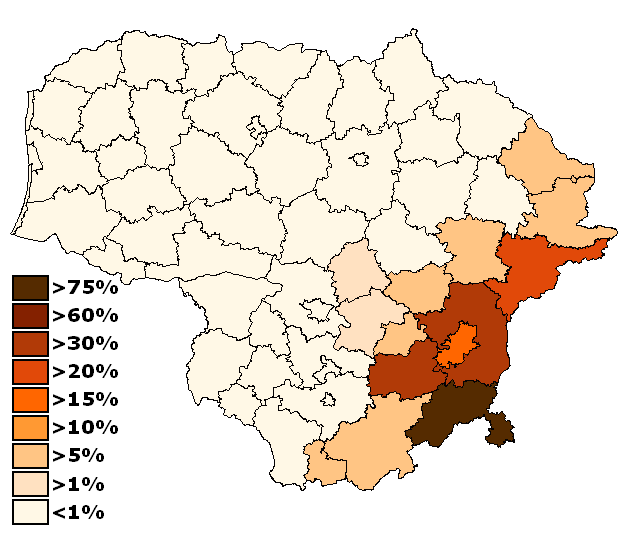
Minoritatea poloneză din Lituania
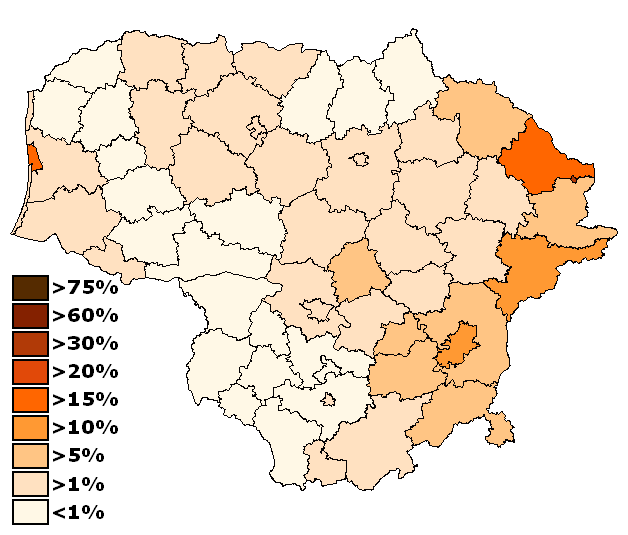
Minoritatea rusă din Lituania

#### Luxemburg
Sub aspect lingvistic și istoric, țara face parte din centrul continentului: pe de o parte, luxemburgheza, un dialect franco-loren, este cea mai vorbită limbă alături de germană și franceză; pe de altă parte, conții de Luxemburg⁠(d) au jucat un rol principal în istoria Sfântului Imperiu Roman, iar după independența obținută în 1815, Luxemburgul a fost până în 1866 membru al Confederației Germane. În consecință, Luxemburg este mai orientat spre Europa Centrală decât Țările de Jos sau Belgia; cooperarea strânsă cu aceste țări în cadrul Beneluxului din 1944 nu poate compensa complet această realitate.

#### Polonia
Istoria turbulentă a Poloniei a avut ca rezultat, printre altele, coexistența a numeroase minorități pe teritoriul actual al țării. Ea a fost divizată între Prusia, Austria și Imperiul Rus de la 1772 până în 1918 — încetând chiar să mai existe cu totul ca stat din 1795 — iar granițele sale au fluctuat semnificativ de-a lungul secolului al XX-lea. Sudul Poloniei actuale, Silezia și Galiția, au fost sub suveranitate austriacă din 1526 și, respectiv, de la prima împărțire a Poloniei în 1772. Țară catolică în care influența Bisericii este semnificativă, Polonia a fost și ea profund afectată de Reforma protestantă din secolul al XVI-lea.
Minoritățile prezente în Polonia contemporană sunt germanii (între 300.000 și 800.000 de persoane), ucrainenii (200.000–400.000 de persoane), belarușii (200.000–400.000 de persoane) și lituanienii (circa 30.000). În timpul recensământului polonez din 2011, dintr-un total de 38,5 milioane de locuitori, puțin peste 400.000 de cetățeni s-au declarat silezieni, în timp ce 45.000 se considerau exclusiv germani.

Polonezii înșiși sunt numeroși în afara granițelor de stat, în special în Belarus (aproximativ 400.000 de persoane, până la 20 % din populația anumitor raioane în 1999), în Lituania (aproximativ 8 % din populație), Ucraina (aproximativ 270.000 de persoane) și Letonia (2-3 % din populație). Polonia a fost și un centru important al populației evreiești până la al Doilea Război Mondial. Comunitatea evreiască, care număra peste 3.000.000 de persoane în anii 1920 — sau aproape 10 % din populația țării — nu mai avea însă în 1990 decât în jur de 3.800 de membri.

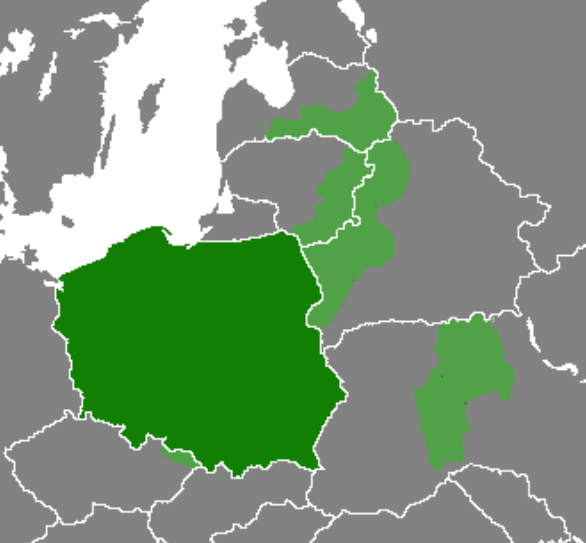
Diaspora poloneză în Europa Centrală
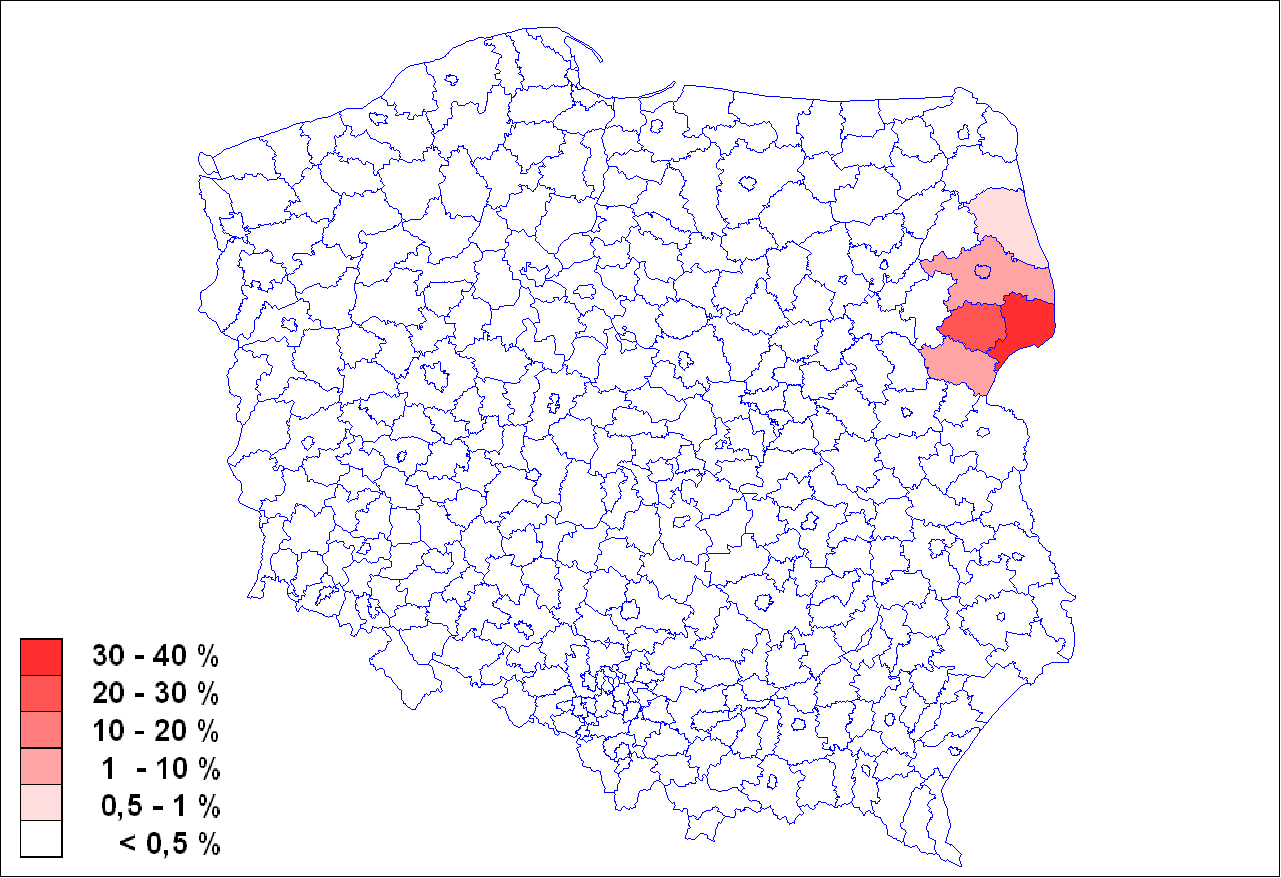
Minoritatea belarusă din Polonia
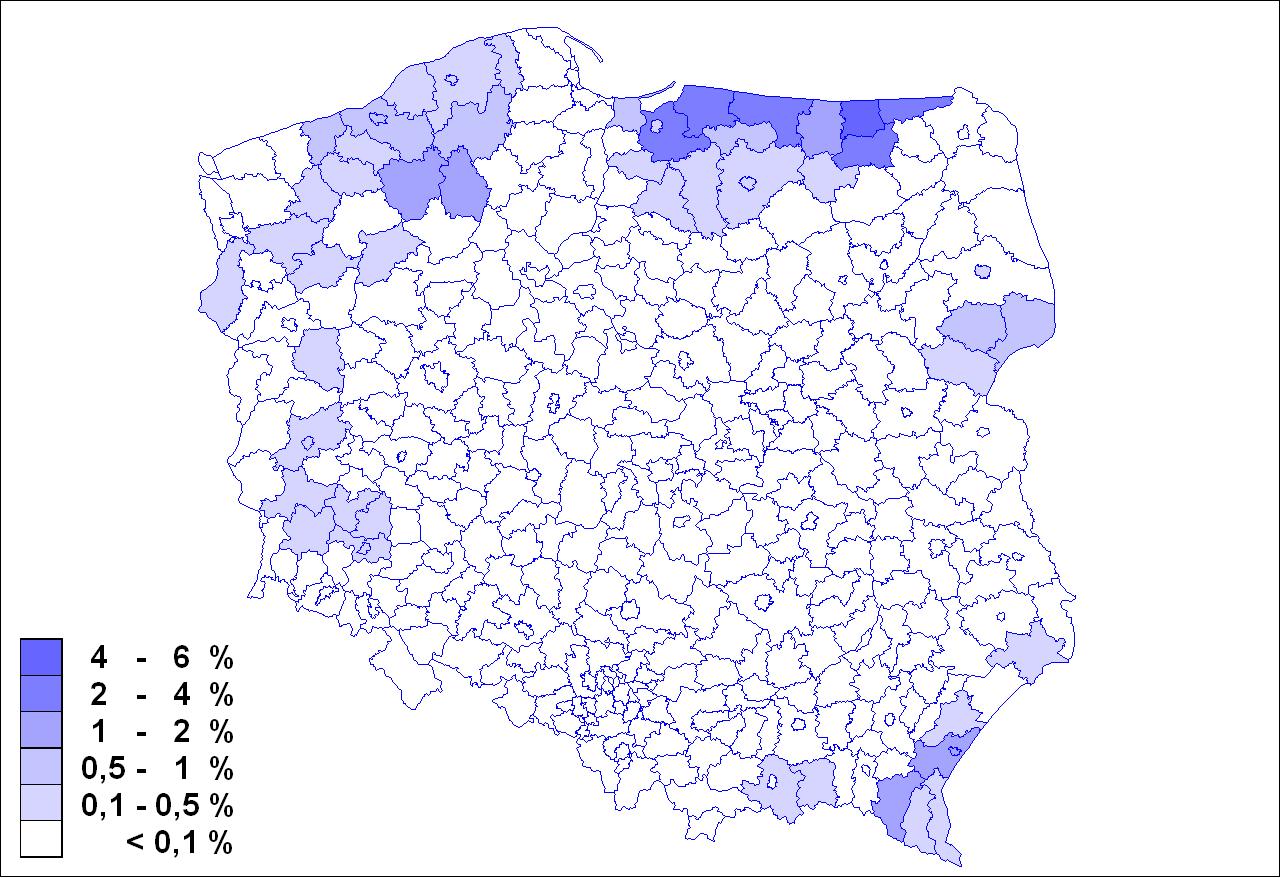
Minoritatea ucraineană din Polonia

#### România
Din România, singura regiune fără legături cu Europa Centrală este Dobrogea, care atât sub aspect geografic cât și istoric, aparține spațiului balcanic.
Regiunea istorică a Transilvaniei, aflată în trecut în Regatul Ungariei și populată de o minoritate maghiarofonă semnificativă, este considerată cultural parte a Europei Centrale — vorbitorii de germană încă există, dar numărul lor a scăzut semnificativ. Același lucru este valabil și pentru Banat și Maramureș, regiuni adiacente Transilvaniei și împărțite cu Serbia și Ungaria, respectiv cu Ucraina. O mică comunitate ucraineană este prezentă în județul Maramureș. Peisajul istoric și social a fost dominat de grupuri din Europa Centrală (maghiari, sași, șvabi etc.) formând orașe libere și țărănime liberă în Transilvania. Coexistența dintre protestanți (sași și parțial maghiari) și catolici (șvabi, maghiari) este o caracteristică specifică Europei Centrale. Ortodocșii românii au fost însă predominat iobagi, iar reprezentanții lor au fost excluși din societatea transilvăneană după eșecul Răscoalei de la Bobâlna care a dus la constituirea „Uniunii celor Trei Națiuni” în 1438.
Zonele extracarpatice formează o zonă de tranziție între Balcani și Europa Centrală, putând fi atribuite cultural oricăreia dintre ele; limba romanică predominantă le poate defini chiar și ca o exclavă a Europei de Sud-Vest. Statele medievale formate acolo au fost foarte multă vreme sub suzeranitate otomană, dar nu au fost incluse în Imperiul islamic propriu-zis, iar conducătorii lor autohtoni au avut multe legături cu Transilvania (mai ales Țara Românească) și cu Uniunea Polono-Lituaniană (mai ales Moldova), fiind implicați de partea puterilor occidentale în Războiul cel Lung și în Marele Război Turcesc. După dispariția politică a Transilvaniei și Poloniei, prin anexarea de către Imperiul Austriac (prima) și prin divizare între mai multe imperii (a doua), elita culturală de acolo s-a orientat și mai puternic spre Occidentul profund, tinerii din cadrul ei studiind mai ales în Franța, dar și în Prusia și Austria. Autonomia regională a Țării Românești și Moldovei s-a bazat pe o clasă timpurie de țărani liberi (numiți răzeși/moșneni) care puteau oricând forma o armată capabilă să se opună încercărilor otomane de cucerire deplină. Deși predominant ortodoxe (orientare luată din motive mai mult politice în secolul al XIV-lea după o perioadă de cumpănă), există, mai ales în Moldova, o importantă componentă romano-catolică, deși una neatinsă de frământările Reformei. Tot în Moldova, deși prezența germană a fost limitată, cea evreiască era foarte pronunțată în secolul al XVIII-lea, toate acestea făcând ca peisajul etno-cultural moldovean să se asemene mult cu cel al Poloniei. Industrializarea s-a lăsat mai mult așteptată decât în restul Europei Centrale, dar după liberalizarea comerțului pe Dunăre în 1829 și descoperirea zăcămintelor de petrol, ea a început în forță pe axul central nord-sud al Țării Românești, care la sfârșitul acelui secol ajunsese aproape aliniat zonelor central-europene adiacente.

O parte a statului medieval moldovean, Bucovina a fost foarte influențată din punct de vedere cultural de apartenența sa la Imperiul Austriac între 1775 și 1918 și de aceea este adesea considerată și ea cu certitudine o zonă central-europeană. Germanii și burghezia evreiască germanizată au exercitat acolo o influență puternică până la al Doilea Război Mondial. În ciuda dispariției lor în urma acestui conflict, caracterul multicultural al Bucovinei s-a perpetuat.

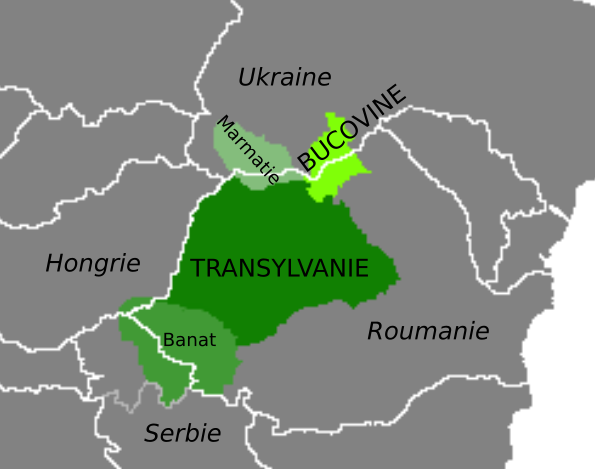
Regiunile central-europene ale României
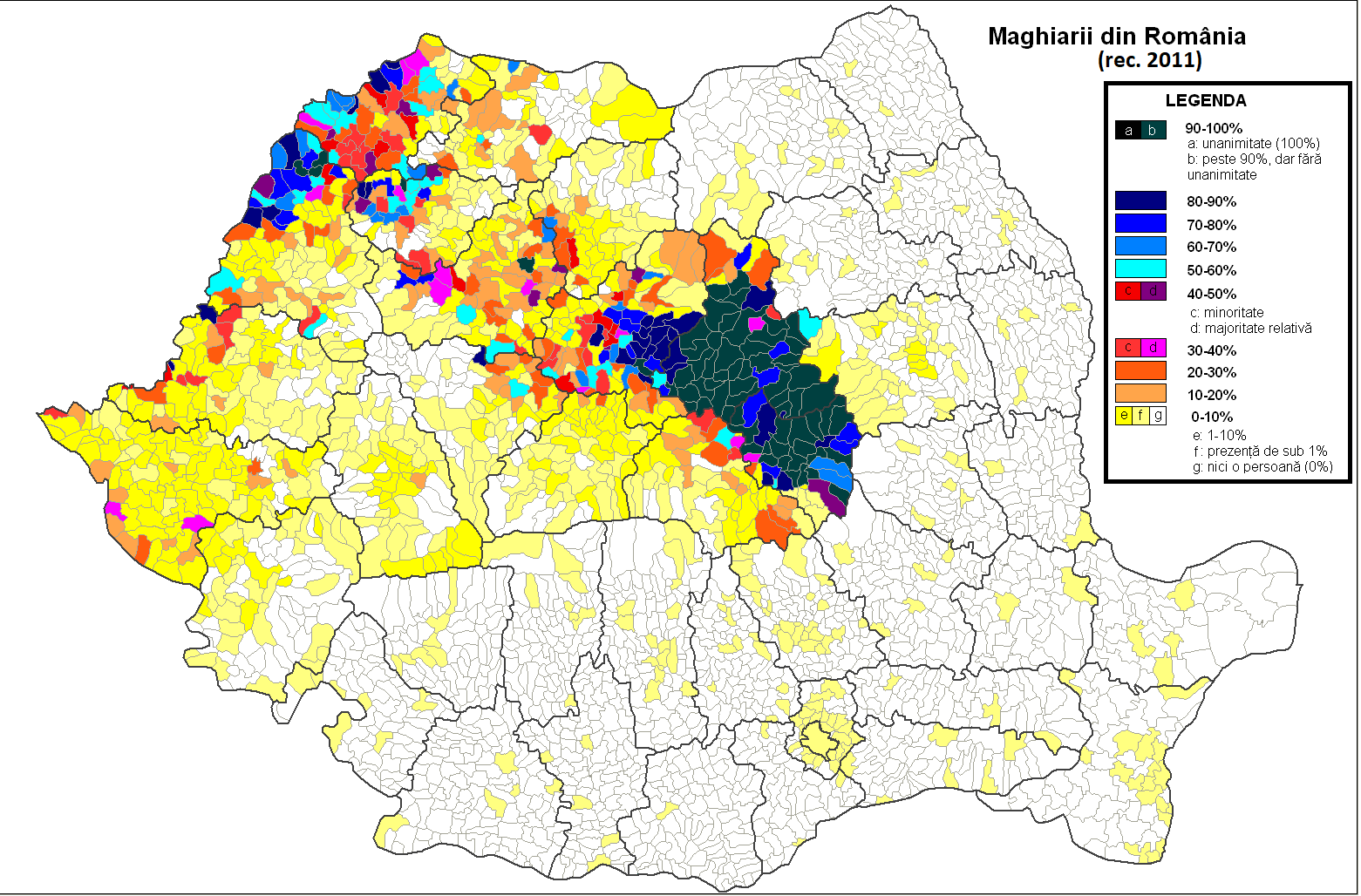
Răspândirea maghiarilor în România

#### Rusia
Regiunea Kaliningrad corespunde fostei Prusii Orientale germanice și protestante. Kaliningradul — vechiul Konigsberg — este fosta reședință a marelui maestru al Ordinului Teutonic, capitala Ducatului Prusiei unde a fost încoronat rege Friedrich-Wilhelm I, orașul lui Immanuel Kant și un loc de reședință popular pentru burghezia berlineză. În urma celui de al Doilea Război Mondial, el a suferit o adevărată purificare etnică și oficial nu mai existau germani acolo în 1953. Ulterior, dovezile prezenței germane aveau să fie dărâmate (cimitire, cetăți). În regiune, totuși, la sfârșitul secolului al XX-lea mai existau 3,5 % lituanieni și aproximativ 10.000 de germani de la Volga. Vechiul peisaj cultural a fost însă transformat considerabil acolo. Faptul că această zonă aparține cultural Europei Centrale se explică în principal prin faptul că istoria locală continuă să fie inserată în acest spațiu geografic, în ciuda noii componențe a populației. Identitățile regionale istorice persistă și probabil, pe termen lung, dezvoltarea statelor central-europene vecine își va face efectul asupra acestei regiuni îndepărtate de Rusia Eurasiatică.

#### Serbia

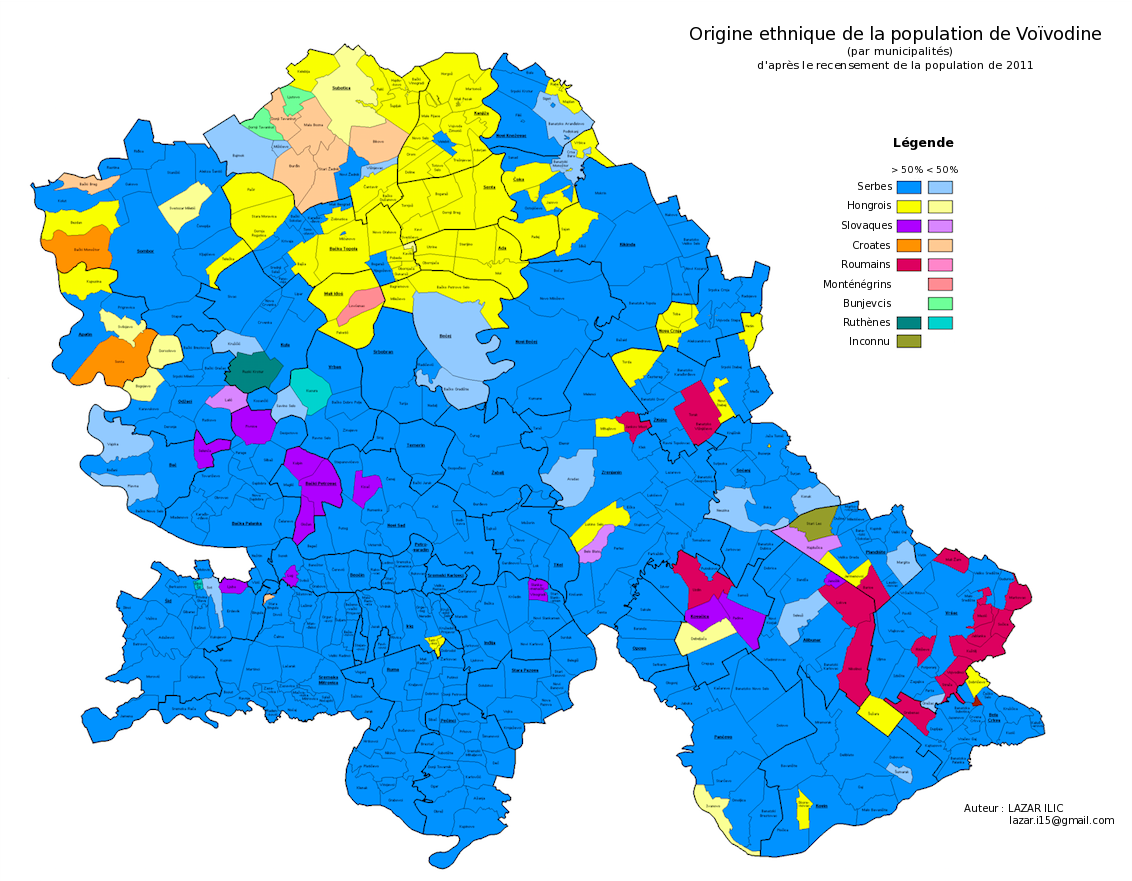
Minoritățile etnice ale Voivodinei.

Chiar dacă Voivodina — inclusiv partea de vest a Banatului istoric este astăzi integrată în Serbia, a aparținut până în 1918 Regatului Ungariei. Prin urmare, a fost influențată în mod deosebit de colonizări, în special de la sfârșitul secolului al XVII-lea până în secolul al XIX-lea, de către populații din Europa Centrală (germani, maghiari, croați, slovaci și chiar ruteni). Coloniștii din sud-estul Europei care s-au stabilit acolo (în principal sârbi, vlahi, bulgari) au fost asimilați în acest mediu central-european. Conștiința lor regională diferă de cea a altor sârbi: Voivodina a rămas, în ciuda pierderii unei mari părți a populației germane, o regiune multietnică.
Deși majoritatea populației de astăzi este formată din creștini-ortodocși vorbitori de sârbă, minoritățile maghiară și într-o mai mică măsură slovacă, croată și română sunt semnificative numeric, în special în fostul Banat.

#### Slovacia
Slovacia a fost integrată în sfera de influență maghiară din secolul al X-lea, apoi în Imperiul Austriac din 1526 până în 1918. În mare parte catolică (69 % în 2001), ea a cunoscut o puternică prezență protestantă în timpul Reformei. Marcată istoric de prezența minorităților evreiești și germane (reprezentând împreună 7,1 % din populație în 1921), la începutul secolului al XXI-lea o minoritate maghiară înca există o semnificativă minoritate maghiară în sudul țării (10 % din populația totală și până la 27,5 % în regiunea Nitra) și ruteană în est (0,4 % din populația totală și 2,7 % în regiunea Prešov). Minoritățile maghiară și ucraineană-ruteană sunt, totuși, într-un declin evident (respectiv 21,5 % și 2,9 % din populație în 1921), semn al omogenizării etnice a țării.

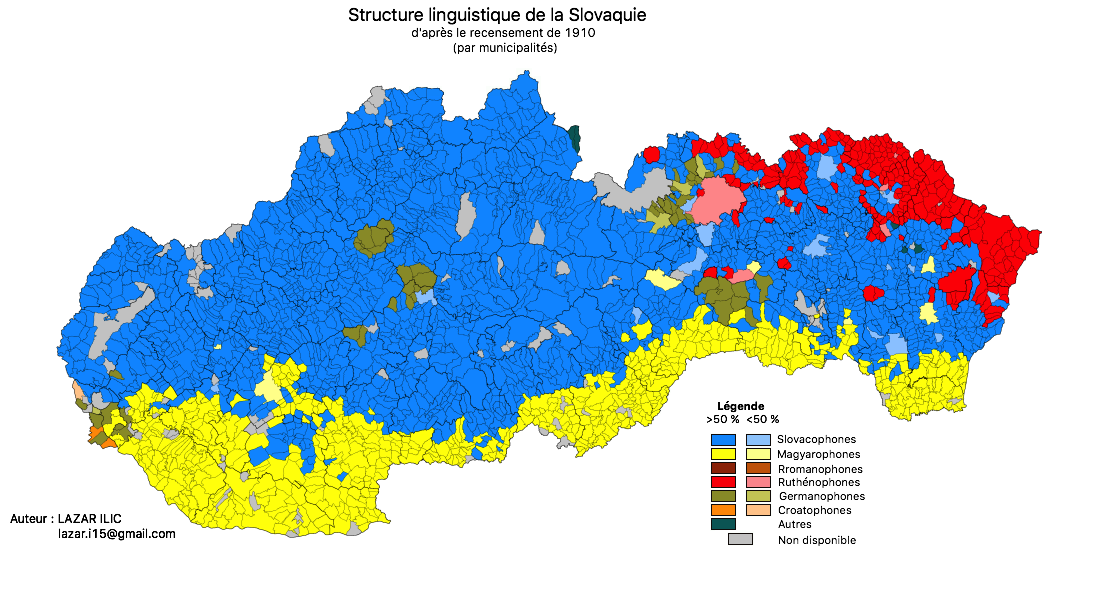
Hartă lingvistică a Slovaciei (pe atunci Ungaria Superioară, 1910).
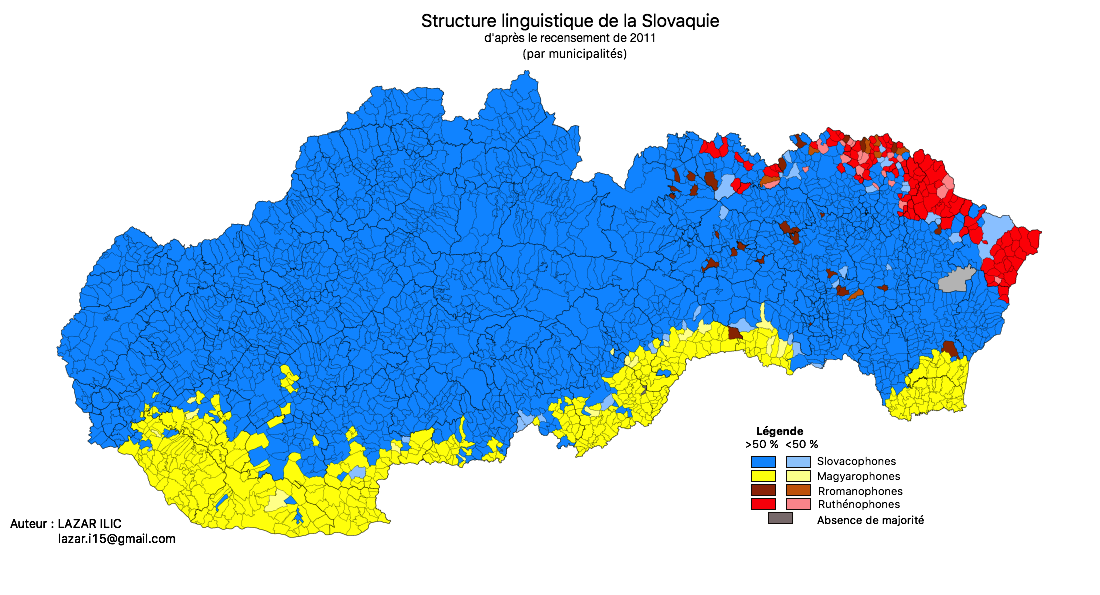
Hartă lingvistică a Slovaciei (2011).
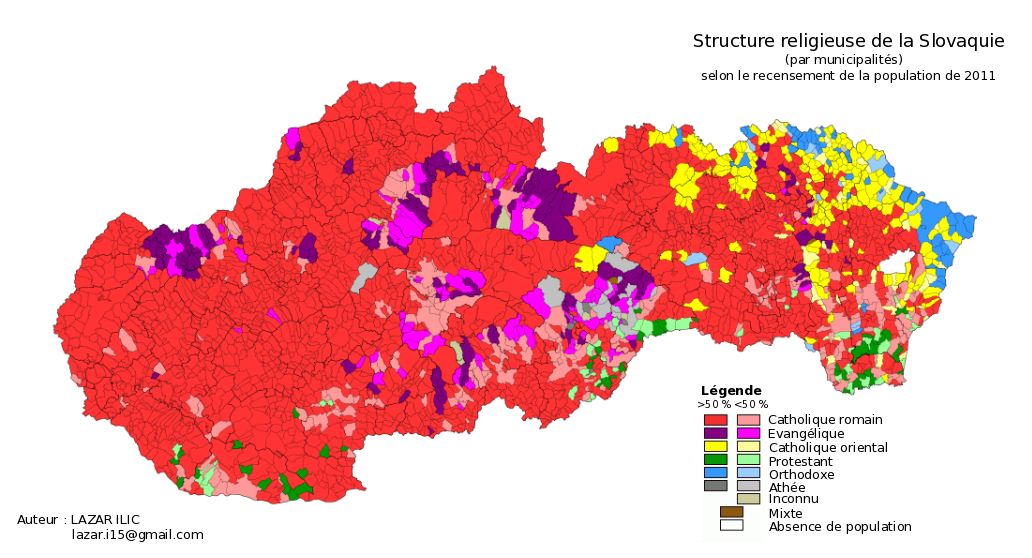
Structura religioasă a Slovaciei (2011).

#### Slovenia
Din secolul al VIII-lea până în 1918, Slovenia s-a aflat sub dominație germanică, sub tutela Bavariei, a Imperiului Carolingian sau a Austriei. Slovenii care trăiau în provinciile Carintia, Carniola și Styria au trăit astfel sub dominația Habsburgilor începând cu secolele al XIII-lea și al XIV-lea.
Spre deosebire de Croația și Serbia vecine, elitele s-au germanizat, dar populațiile țărănești au rezistat puternic acestui proces și și-au păstrat cultura și limba. Acest context explică și dezvoltarea autonomă a limbii slovene în raport cu sârbo-croata. După ce a fost influențată de Reforma Protestantă în secolul al XVI-lea, regiunea a fost recatolicizată sub domnia arhiducelui Ferdinand al Austriei.

#### Ucraina

Regiunile ucrainene aparținând Europei Centrale.

Rutenia subcarpatică este situată geografic în extremitatea nord-estică a câmpiei Panonice și ca atare aparține din punct de vedere geografic Europei Centrale. Dar această regiune a fost mai presus de toate timp de un mileniu și până în 1920 sub suveranitate maghiară, înainte de a fi integrată în Cehoslovacia (1920–1939) apoi din nou în Ungaria (1939–1945). O minoritate maghiară semnificativă (12 % încă locuiește acolo și majoritatea slavilor autohtoni, rutenii, au fost influențați cultural de aceștia. Aceasta a dus la apariția propriei lor conștiințe naționale și a unui dialect foarte distinctiv. O altă caracteristică central-europeană se regăsește în Biserica Greco-Catolică. În fine, până la al Doilea Război Mondial, au fost prezente și minorități germane și evreiești semnificative, mici enclave vorbitoare de germană există încă și astăzi.
Apoi, apartenența părții ucrainene a Galiției la Europa Centrală este justificată nu numai prin secolele sale de afiliere cu Regatul Poloniei, Uniunea Polono-Lituaniană și apoi Polonia interbelică, ci și prin prezența austriacă din 1772 până în 1918, în vreme ce teritoriile nordice și estice erau rusești. În perioada austriacă, dominația politică și socială a Poloniei catolice a fost evidentă, chiar și în rândul populației rutene apropiate Bisericii Greco-Catolice. Prezența enclavelor germane în care fuseseră asimilați evreii întărește caracterul central european al Galiției, în ciuda scăderii puternice a populațiilor neucrainene de astăzi.
În fine, pentru Bucovina de Nord și Maramureșul de Nord sunt valabile aceleași argumente și caracteristici care au fost menționate despre sudul acestor regiuni, care aparține României.

#### Ungaria
Istoria Ungariei o leagă de Europa Centrală. Sub domnia lui Matia Corvin, țara era un imens regat care se extindea în Boemia și Austria; apoi, integrată în Imperiul Austriac în 1526, a câștigat autonomie din 1867, iar Budapesta a devenit chiar egală în statut cu Viena în epoca dualismului austro-ungar. Este o țară fragmentată din punct de vedere religios, în principal catolică, dar a cărei minoritate protestantă nu este de neglijat (11,6 % în 2011). De asemenea, aici au trăit minorități germană și evreiască semnificative până în 1945, chiar dacă vorbitorii de limba maghiară erau foarte prezenți în afara granițelor statului, în special în România și Slovacia vecine; evreii au participat activ la viața politică și intelectuală maghiară și, deși mai numărau doar 57.000 de persoane în 1990, în anii 1920 fuseseră aproape 500.000.